# Guerra dos Farrapos
Guerra dos Farrapos, Revolução Farroupilha ou Revolta Farroupilha foi como ficou conhecida a revolução, guerra ou revolta regional, de caráter republicano, contra o governo imperial do Brasil, na então província de São Pedro do Rio Grande do Sul, e que resultou na declaração de independência da província como estado republicano, dando origem à República Rio-Grandense. Estendeu-se de 20 de setembro de 1835 a 1 de março de 1845.
A revolução, que com o passar do tempo adquiriu um caráter separatista, influenciou movimentos que ocorreram em outras províncias brasileiras: irradiando influência para a Revolução Liberal que viria a ocorrer em São Paulo em 1842 e para a revolta denominada Sabinada na Bahia em 1837, ambas de ideologia do Partido Liberal da época. Inspirou-se na recém findada guerra de independência do Uruguai, mantendo conexões com a nova república do Rio da Prata, além de províncias independentes argentinas, como Corrientes e Santa Fé. Chegou a expandir-se à costa brasileira, em Laguna, com a proclamação da República Juliana e ao planalto catarinense de Lages.
A revolta teve como líderes: general Bento Gonçalves da Silva, general Neto, coronel Onofre Pires, coronel Lucas de Oliveira, deputado Vicente da Fontoura, general Davi Canabarro, coronel Corte Real, coronel Teixeira Nunes, coronel Domingos de Almeida, coronel Domingos Crescêncio de Carvalho, general José Mariano de Mattos, general Gomes Jardim, além de receber inspiração ideológica de italianos da Carbonária refugiados, como o cientista e tenente Tito Lívio Zambeccari e o jornalista Luigi Rossetti, além do capitão Giuseppe Garibaldi, que embora não pertencesse a carbonária, esteve envolvido em movimentos republicanos na Itália. Bento Manuel Ribeiro lutou em ambos os lados ao longo da guerra, mas quando acabou a revolução ele estava ao lado do imperador.
A questão da abolição da escravatura também esteve envolvida, organizando-se exércitos contando com homens negros que aspiravam à liberdade. Mesmo que o ideal supremo dos revolucionários fosse a independência de uma república, os líderes da revolução eram defensores da escravidão assim como seus inimigos.

## Antecedentes e causas
A justificativa original para a revolta baseia-se no conflito político entre os liberais, que propugnavam o modelo de estado com maior autonomia às províncias, e o modelo imposto pela constituição de 1824, de caráter unitário.
O movimento também encontrou forças na posição secundária, tanto econômica como política, que a Província de São Pedro do Rio Grande ocupava no Brasil, nos anos que se sucederam à Independência. Diferentemente de outras províncias, cuja produção de gêneros primários se voltava para o mercado externo, como o açúcar e o café, a do Rio Grande do Sul produzia principalmente para o mercado interno. Seus principais produtos eram o charque e o couro, altamente tributados. As charqueadas produziam para a alimentação dos escravos africanos, indo em grande quantidade para abastecer a atividade mineradora nas Minas Gerais, para as plantações de cana-de-açúcar e para a região sudeste, onde se iniciava a cafeicultura. A região, desse modo, encontrava-se muito dependente do mercado brasileiro de charque, que com o câmbio supervalorizado, e benefícios tarifários, podia importar o produto por custo mais baixo. Além disso, instalava-se nas Províncias Unidas do Rio da Prata uma forte indústria saladeiril, e que, junto com os saladeros do Uruguai, competiria pela compra de gado da região, pondo em risco a viabilidade econômica das charqueadas sul-rio-grandenses. Consequentemente, o charque rio-grandense tinha preço maior do que o similar oriundo da Argentina e do Uruguai, uma queixa que era feita pelos rio-grandenses desde pelo menos 1804. A tributação da concorrência externa era uma exigência dos estancieiros e charqueadores. Porém essa tributação não era do interesse dos principais compradores brasileiros, pois veriam reduzida sua lucratividade em razão do maior dispêndio na manutenção dos escravos.
Há que considerar, ainda, que o Rio Grande do Sul era região fronteiriça aos domínios hispânicos situados na região platina. Devido às disputas territoriais nessa área, nunca fora uma Capitania Hereditária no período colonial e, sim, parte de seu território, desde o século XVII ocupado por um sistema de concessão de terras e poder a chefes militares. O poder dos estancieiros era exercido muitas vezes na defesa de seus próprios interesses privados e entrava frequentemente em choque com a autoridade dos comandantes militares, representantes da Coroa. Porém, a importância do estancieiro soldado era tamanha que a Coroa transigia, fazendo vista grossa às arbitrariedades, dando uma dose de autonomia ao poder local. Na então recente e desastrosa Guerra da Cisplatina, que culminou com a perda da área territorial do Uruguai, anteriormente anexada ao Brasil, o comando geral, apesar dos inúmeros candidatos locais qualificados, foi dado ao Marquês de Barbacena, oriundo da corte imperial, despreparado para o cargo e responsabilizado pela derrota.
Os contatos frequentes, inclusive propriedades e negócios do outro lado da fronteira, mostraram aos caudilhos locais as vantagens de uma república, com suas bandeiras de igualdade, liberdade e fraternidade trazidas da Revolução Francesa. Além disso a imposição de presidentes provinciais por parte do governo imperial ia contra o direcionamento político da Assembleia Legislativa Provincial do Rio Grande do Sul, criando mais um motivo de desagrado da elite regional.
Também é preciso citar o conflito ideológico presente no Rio Grande do Sul, que havia sofrido diversas tentativas menores de criação de uma república, iniciando com as tentativas insanas de Alexandre Luís de Queirós e Vasconcelos, que proclamou a república três vezes no início do século XIX, ou a Sedição de 1830, que visava a substituir a monarquia pela república em Porto Alegre e que teve a participação de diversos imigrantes alemães (Otto Heise, Samuel Gottfried Kerst e Gaspar Stephanousky), mas foi prontamente sufocada.
O descontentamento reinante na província foi objeto de diversas reuniões governamentais, especialmente a partir de 1831, quando começam a circular insistentes boatos sobre a separação da província visando a unir-se ao Estado Oriental, também preocupados com informações de que, na fronteira, se pregava a revolução, sendo prometida a liberdade aos escravos. No Uruguai vivia refugiado o padre Caldas, revolucionário da confederação do Equador, que mantinha um jornal de ideias republicanas, além de animada correspondência com os comandantes da fronteira, incluindo Bento Gonçalves.
O conflito ideológico foi exacerbado com a criação da Sociedade Militar, no Rio de Janeiro, um clube com simpatia pelo Império e fomentador da restauração de D. Pedro I no trono brasileiro. Um dos seus líderes foi o Conde de Rio Pardo, que ao chegar a Porto Alegre em outubro de 1833, fundou ali uma filial. Os estancieiros rio-grandenses não viam com bons olhos a Sociedade Militar e pediam que o governo provincial a colocasse na ilegalidade. Entre os protestos eclodiu uma rebelião popular, liderada pelos majores José Mariano de Matos e João Manuel de Lima e Silva que foi logo abafada e seus líderes punidos.

## Farrapos
Farroupilhas ou farrapos é a maneira como foram chamados todos os que se revoltaram contra o governo imperial, e que culminou com a Proclamação da República Rio-Grandense. Era termo considerado originalmente pejorativo, já utilizado pelo menos uma década antes da Guerra dos Farrapos para designar os sul-rio-grandenses vinculados ao Partido Liberal, oposicionistas e radicais ao governo central, destacando-se os chamados jurujubas. O termo, oriundo do parlamento, com o tempo foi adotado pelos próprios revolucionários, de forma semelhante à que ocorreu com os sans-culottes à época da Revolução Francesa. Seus oponentes imperiais eram por eles chamados de caramurus ou camelos, termo jocoso em geral aplicado aos membros do Partido Restaurador no Parlamento Imperial.
Em 1831, no Rio de Janeiro, havia os jornais Jurujuba dos Farroupilhas e Matraca dos Farroupilhas. Em 1832 foi fundado o Partido Farroupilha pelo tenente Luís José dos Reis Alpoim, deportado do Rio para Porto Alegre. O grupo se encontrava na casa do major João Manuel de Lima e Silva (tio de Luís Alves de Lima e Silva, que viria a ser o Duque de Caxias), casa esta que era sede também da Sociedade Continentino, editora do jornal O Continentino, ferrenho critico ao Império. Em 24 de outubro de 1833, os farroupilhas promoveram um levante contra a instalação da Sociedade Militar em Porto Alegre.
Inicialmente, reivindicavam a retirada de todos os portugueses que se mantinham nos mais altos cargos do Império e do Exército, mesmo depois da Independência, respaldados pelo Partido Restaurador ou caramuru. Os caramurus almejavam a volta de D. Pedro I ao governo do Brasil.
No entanto, é bom notar que entre os farrapos havia os que acreditavam que só tornando suas províncias independentes poderiam obter uma "sociedade chula", ou seja, administrada por provincianos. Havia, portanto, estancieiros, estancieiros militares, farroupilhas libertários, militares libertários, estancieiros farroupilhas, abolicionistas e escravos que buscavam a liberdade, e assim por diante, numa combinação e interpenetração ideológica sem fim. Inicialmente nem todos eram republicanos e separatistas, mas os acontecimentos e os novos rumos do movimento conduziram a esse desfecho.
A maçonaria sulista, tendendo aos ideais republicanos, teve importante papel nos rumos tomados, sendo que muitos dos líderes farroupilhas foram seus adeptos, dentre eles, Bento Gonçalves da Silva, com o codinome Sucre. Bento organizou outras lojas maçônicas no território rio-grandense, o que lhe havia sido permitido desde o ano de 1833.

## Os indígenas
Nos anos que antecederam a guerra dos farrapos, os indígenas eram vistos como uma subdivisão da população livre e executavam os mesmos trabalhos realizados por homens brancos e livres como atividades pecuárias e bélicas. A aldeia mais proeminente se chama São Nicolau e estava localizada em Rio Pardo, sendo constituída por indígenas egressos das reduções orientais.
Assim como os negros, os indígenas participaram ativamente da Guerra dos Farrapos do primeiro ao último dia. Embora a presença indígena no conflito seja escassa na historiografia da guerra dos Farrapos, através da análise de cartas trocadas entre militares, dos planos estratégicos de batalha e de relatórios é possível averiguar que a presença desse grupo foi fundamental para a guerra. 
Outra evidência histórica que aponta, indiretamente, para a presença dos índios na guerra é a mudança populacional dos aldeamentos indígenas durante o período de guerra. Na Aldeia de Capela de Santa Maria foi evidenciado uma queda demográfica acentuada durante a guerra. O mesmo aconteceu com a aldeia de São Nicolau também presenciou uma mudança demográfica com a predominância de velhos e crianças na aldeia uma vez que homens em idade adulta iam para a guerra. O aldeamento de São Vicente e Santa Isabel duraram menos de três anos devido aos efeitos da guerra. 
Todavia, o fato dos indígenas participarem da guerra não significa que eles apoiavam a causa, seja ela farroupilha ou imperial, em sua totalidade. Visto que diversos indígenas foram presos após desertar dos seus postos no exército ou discutir com os líderes das tropas. Dentre as motivações para o alistamento destaca-se a possibilidade de conseguir fardas e armamentos, visto que foram encontrados casos de deserção, os indígenas levavam consigo as roupas e armas que haviam recebido.

### Nas tropas dos Farrapos
Embora os indígenas tenham lutado em ambos lados, a sua presença nas tropas farroupilhas é mais documentada do que nas tropas imperiais. 
Tanto na campanha quanto nas áreas sob a administração dos rebeldes farroupilhas, havia dificuldade em recrutar pessoas para lutarem na guerra e, uma solução para aumentar o contingente militar, foi recorrer ao engajamento dos indígenas de forma voluntária. Eles realizaram diversos tipos de tarefa, dentre as quais podemos destacar o adestramento de cavalos e luta no campo de batalha e muitos as faziam sem receber qualquer tipo de remuneração. 
A participação indígena nas tropas dos Farrapos ocorreu de forma heterogênea. Como mencionado anteriormente, existiam índios que foram presos devido a desobediência das ordens de seus superiores, o que indica que eles provavelmente não ocupavam um espaço de prestígio dentro da hierarquia militar. Todavia, também existiam indígenas que ocupavam postos altos e até cargos de chefia, como Roque Faustino que foi um capitão no exército farroupilha e executado como prisioneiro de guerra.

### A presença dos indígenas na historiografia da Guerra dos Farrapos
Apesar da imensa quantidade de bibliografia sobre a temática da Revolução Farroupilha, não existe uma ausência de trabalhos que relatam a presença dos indígenas no conflito. Estes permanecem até hoje obscurecidos na produção historiográfica da Guerra dos Farrapos mesmo que, nos documentos oficiais, a presença deles, tanto do lado imperial quanto do lado farrapo, nunca tenha sido ocultada.
Uma pesquisa ao acervo da Biblioteca Central da UFRGS localizou apenas oito livros que faziam menções à presença indígena na Guerra dos Farrapos entre mais de 50 obras. Dentre as oito obras, quatro falavam sobre o assassinato do líder farrapo João Manoel de Lima e Silva pelo capitão indígena Roque Faustino em 1837 (História da República Rio-Grandense: 1834-1845, de Dante de Laytano (1936); O Sentido e o Espírito da Revolução Farroupilha, de J. P. Coelho de Souza (1945); Memória da Guerra dos Farrapos, do farroupilha Francisco de Sá Brito; e História Geral do Rio Grande do Sul: 1503-1957, de Artur Ferreira Filho (1958). Todavia, enquanto Lima e Silva é relembrado pelos autores como “nobre” e "bravo'', Roque Faustino é caracterizado como “imoral” e “desonesto.” 
Outras obras (A Epopeia Farroupilha: pequena história da Grande Revolução, acompanhada de farta documentação da época: 1835- 1845, de Spalding (1963); A Revolução Farroupilha (1835-1845) – Narrativa Sintética das Operações Militares do General Augusto Tasso Fragoso) comentam sobre a presença indígena nas tropas do general Bento Manoel Ribeiro. Dentre esses livros, o que possui um comentário mais abrangente é o de Tasso Fragoso, onde, na sua descrição da vitória das tropas legalistas de Bento Manoel no combate do Passo do Rosário, ele ressalta a existência de uma infantaria composta por 80 guaranis e, lista em uma nota de rodapé, que nas forças de Bento Manoel durante a batalha da Ilha do Fanfa, existia uma unidade de infantaria e uma unidade de lanceiros provenientes das missões e, portanto, apresentando uma alta probabilidade de serem compostas por guaranis. 

## A Revolta Farroupilha

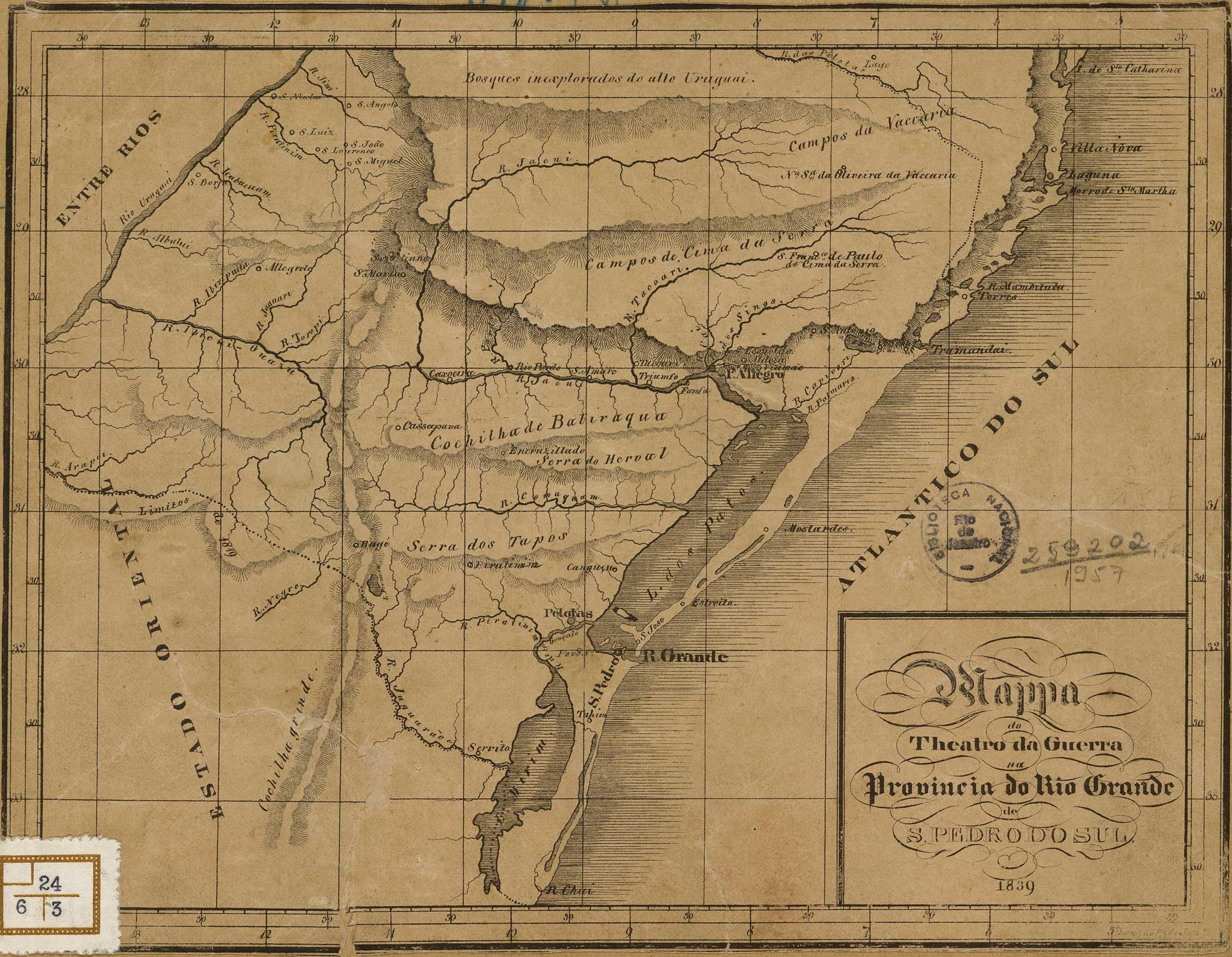
Mapa do teatro de guerra da revolta no Estado do Rio Grande do Sul.

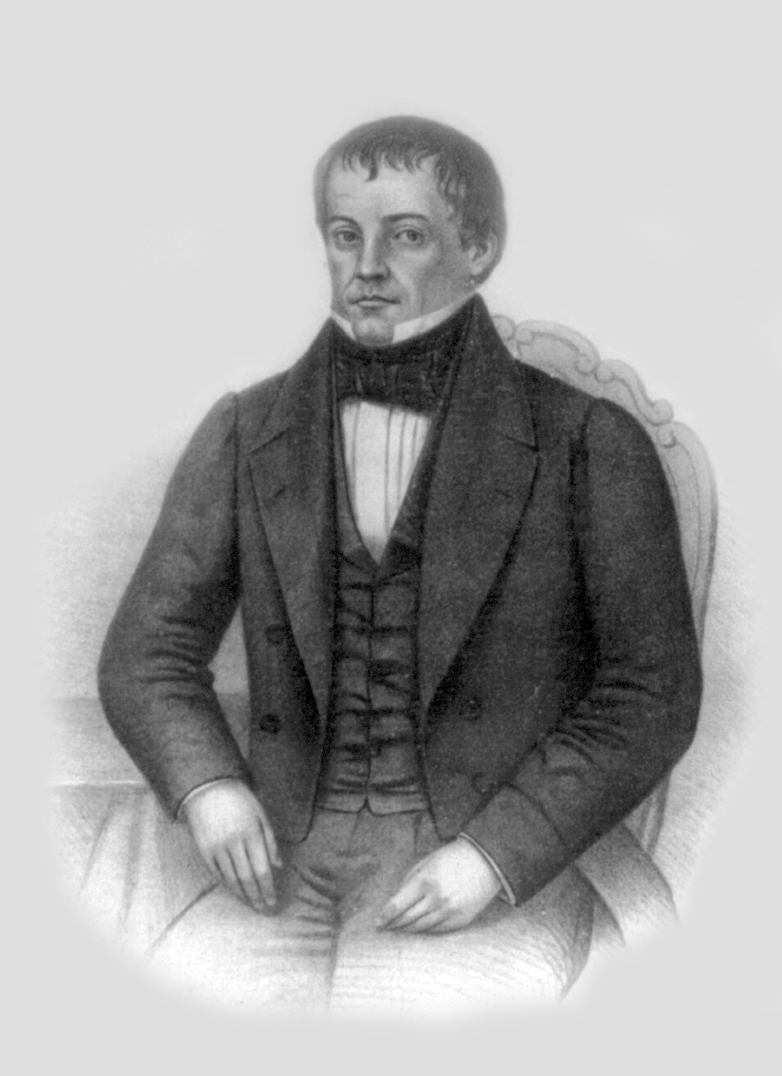
Diogo Antônio Feijó
Por S. A. Sisson, litografia na Biblioteca do Congresso

No ano de 1835 os ânimos políticos estavam exaltados. O descontentamento de estancieiros, liberais, industriais do charque e militares locais promoviam reuniões em casas de particulares, destacando-se a figura de Bento Gonçalves. Naquele ano foi nomeado como presidente da província Antônio Rodrigues Fernandes Braga, que chegara ao posto pela indicação de Bento Gonçalves e, apesar de ser rio-grandense, passara tanto tempo servindo o Império na Europa e nos Estados Unidos, logo após seus estudos em Coimbra, que não tinha laços suficientemente sólidos estabelecidos no Rio Grande. Fernandes Braga, apesar de inicialmente ter agradado aos liberais, logo entrou em atrito. Na sessão inaugural da Assembleia Provincial em 22 de abril, perante uma plateia majoritariamente hostil, acusou os liberais extremados de planejarem separar o Rio Grande do Sul do Império e uni-lo ao Uruguai. O presidente da província, secundado pelo comandante das armas Sebastião Barreto Pereira Pinto, mencionava Bento Gonçalves e referindo-se também a Lavalleja e ao seu mentor, o indigno Padre Caldas. Houve protestos e contraprotestos nas acaloradas sessões seguintes, Fernandes Braga ainda tentou corrigir-se e apaziguar os ânimos, mas já era tarde demais. A discussão também seguia na imprensa, de maneira muitas vezes violenta e extremada.

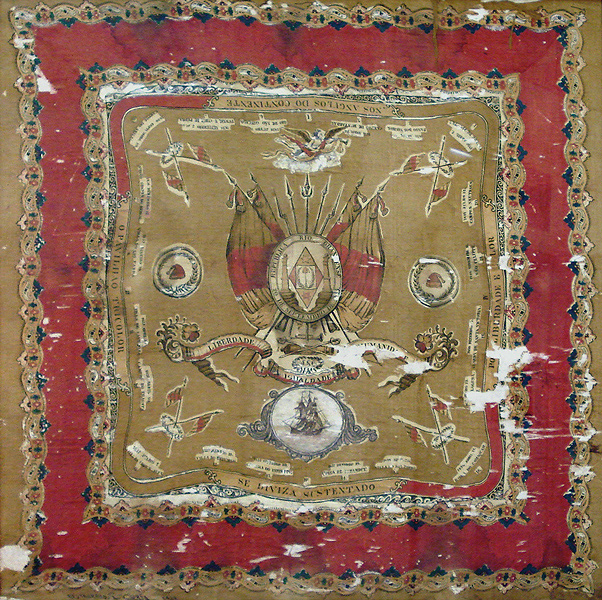
Lenço Farroupilha
Museu Júlio de Castilhos

Na noite de 18 de setembro de 1835, em uma reunião onde estavam presentes José Mariano de Mattos (um ferrenho separatista), Gomes Jardim (primo de Bento e futuro presidente da República Rio-Grandense), Vicente da Fontoura (farroupilha, mas anti-separatista), Pedro Boticário (fervoroso farroupilha), Paulino da Fontoura (irmão de Vicente, cuja morte seria imputada a Bento Gonçalves, estopim da crise na República), Antônio de Sousa Neto (imperialista e farroupilha, mas que simpatizava com os ideais republicanos) e Domingos José de Almeida (separatista e grande administrador da República), decidiu-se por unanimidade que dentro de dois dias, no dia 20 de setembro de 1835, tomariam militarmente Porto Alegre e destituiriam o presidente provincial Antônio Rodrigues Fernandes Braga.
Em várias cidades do interior as milícias foram alertadas para deflagrarem a revolta. Bento comandava uma tropa reunida em Pedras Brancas, hoje cidade de Guaíba. Gomes Jardim e Onofre Pires comandavam os farroupilhas aquartelados, com cerca de 200 homens, no morro da Azenha, o atual cemitério São Miguel e Almas. Também mantinham, no dia 19 de setembro de 1835, um piquete com trinta homens nas imediações da ponte da Azenha sobre o arroio Dilúvio, comandado por Manuel Vieira da Rocha, o cabo Rocha, que aguardava o amanhecer do dia 20 para investir, junto com o restante da tropa, contra os muros da vila. Porém Fernandes Braga ouvira alguns boatos e, desconfiado, mandou uma partida de 9 homens sob o comando de José Gordilho de Barbuda Filho, o 2° visconde de Camamu, fazer um reconhecimento durante a noite. Descuidados e inexperientes, os guardas imperiais se deixaram notar e foram atacados pelo piquete republicano e fugiram, resultando 2 mortos e cinco feridos. Um dos feridos, o próprio visconde, sujo e ensanguentado alertou Fernandes Braga da revolta. Eram 11 horas da noite de 19 de setembro de 1835.
Fernandes Braga ainda tentou organizar uma resistência e, ao amanhecer, estava junto ao depósito de armas, hoje ponta do gasômetro, tentando reunir homens para a resistência. Porém, até o meio da tarde somente 17 homens se apresentaram para defender a cidade, pois o 8° Batalhão de Caçadores, comandado por João Manuel de Lima e Silva havia se declarado revolucionário. Vendo a escassez de armas e munição, Braga resolveu fugir a bordo da escuna Rio-Grandense seguido pela canhoneira 19 de Outubro, indo parar em Rio Grande, então maior cidade da província. Deixou sua esposa, família e as chaves do palácio aos cuidados do cônsul norte-americano, Isaac Austin Haÿes, que também deu proteção a outras famílias.
Os farroupilhas adiaram a investida combinada, devido ao inusitado da noite anterior. Somente ao amanhecer o dia 21 de setembro de 1835 chegaram às portas da cidade Bento Gonçalves e os demais comandantes, seguidos por suas respectivas tropas. Porto Alegre abandonada, sem resistência, entregou-se aos revolucionários. No resto da província apenas alguns focos de resistência em Rio Pardo e São Gabriel, além de Rio Grande, mantinham os farroupilhas ocupados.
A Câmara Municipal reuniu-se extraordinariamente para ocupar o cargo de Presidente. Na ausência dos vice-presidentes imediatos, assumiu o quarto vice, Marciano Pereira Ribeiro. Em 25 de setembro Bento Gonçalves expediu uma carta ao regente imperial, padre Diogo Antônio Feijó, explicando os motivos da revolta e solicitando a nomeação de um novo Presidente e comandante das armas. Os revoltosos davam, então, o conflito por encerrado.

## A reação imperial

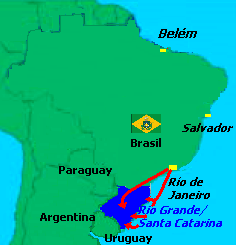
Mapa da Guerra dos Farrapos.

De Rio Grande, Fernandes Braga embarcou para o Rio de Janeiro em 23 de outubro, capital do Império do Brasil. Uma vez na Corte, Braga passou a sua versão da história, bastante diferente da carta enviada por Bento Gonçalves. O novo indicado, José de Araújo Ribeiro, veio acompanhado de um verdadeiro aparato de guerra: onze brigues e escunas, além de diversas canhoneiras, lanchas e iates, carregados de armamento e muitos soldados imperiais, sob o comando do capitão de mar e guerra John Pascoe Grenfell.
Araújo Ribeiro chegou a Porto Alegre no início de dezembro, devendo tomar posse em 9 de dezembro. Uma confusão em relação ao papel de Pereira Duarte no apoio à causa farroupilha fez com que fosse adiada a posse, retirando-se Araújo Ribeiro para Rio Grande, com intenção de retornar à Corte. Lá foi convencido por Bento Manuel e outros amigos a permanecer, com a promessa de apoio à Presidência, tomando então posse perante a Câmara Municipal de Rio Grande, em 15 de janeiro de 1836. Bento Manuel, que havia apoiado a revolta inicial e ainda iria trocar de lado na disputa duas vezes, deslocou-se para o interior e depois para Porto Alegre com o intuito de cercá-la. Os liberais receberam a posse de Araújo Ribeiro como declaração de guerra, reunindo seus soldados que estavam dispersos desde outubro, sob a presidência de Marciano Ribeiro.

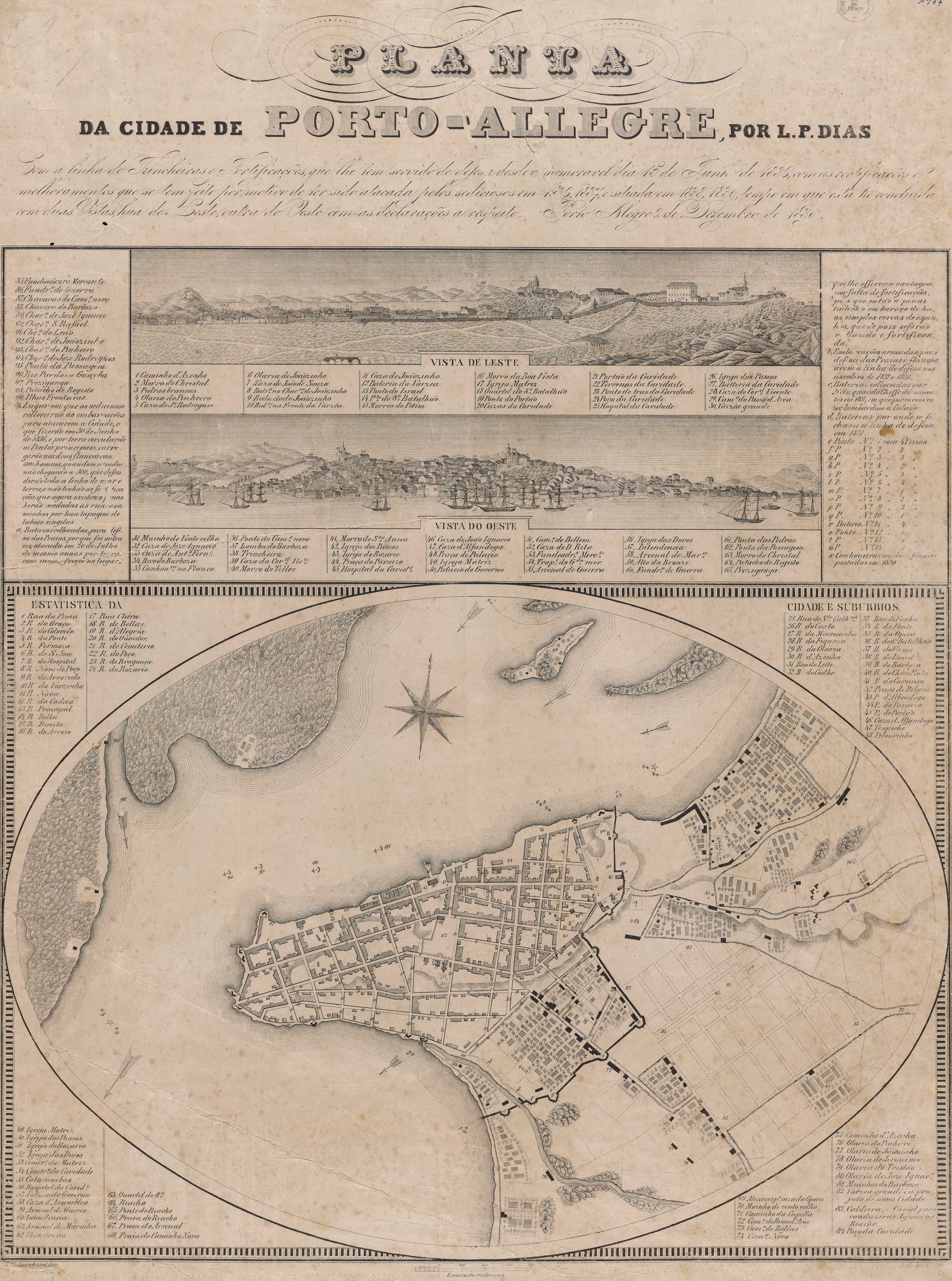
Planta da cidade de Porto Alegre com a linha de trincheiras e fortificações que lhe serviram de defesa desde os acontecimentos do dia 15 de junho de 1836.

Como Presidente Imperial da Província, Araújo Ribeiro tratou de recompor seu exército, reunindo oficiais gaúchos contrários aos farroupilhas, como João da Silva Tavares, Francisco Pedro de Abreu (o Chico Pedro ou Moringue), Manuel Marques de Sousa, mais tarde conde de Porto Alegre, Bento Manuel Ribeiro, Manuel Luís Osório (hoje patrono da cavalaria do Brasil), e até mesmo contratando mercenários vindos do Uruguai. Administrativamente mandou fechar a Assembleia Provincial e destituiu Bento Gonçalves do comando da Guarda Nacional, nomeação feita por Marciano José Pereira Ribeiro, desautorizando-o. Iniciou-se aí a resistência em Rio Grande e a perseguição aos revoltosos. No Rio de Janeiro o governo proibiu a utilização da alfândega de Porto Alegre, enquanto a cidade estivesse em posse dos rebeldes, restringindo a chegada de navios.
Em abril de 1836, o comandante-das-armas farroupilhas, João Manuel de Lima e Silva, prendeu o major Manuel Marques de Sousa, que foi trazido junto com os demais prisioneiros para o navio-prisão Presiganga. Na noite de 15 de junho de 1836, com a ajuda de um guarda corrupto, os prisioneiros foram soltos e, sob o comando de Marques de Sousa e com ajuda de Bento Manuel, os Imperiais retomaram a cidade de Porto Alegre das mãos dos farroupilhas. Foram presos Marciano Ribeiro, Pedro Boticário e mais 32 revoltosos. A casa do cônsul norte-americano foi invadida em 17 de setembro e revistada em busca de armas e revoltosos. Dois dias depois o cônsul foi preso, na prisão ameaçado pelo visconde de Castro e e pelo general-brigadeiro Carneiro se não escrevesse ao general João de Deus Mena Barreto requerendo sua liberdade. O cônsul foi libertado alguns dias depois e retornou aos Estados Unidos depois de alguns meses.
Dias depois, Bento Gonçalves tentou retomar a capital, mas foi rechaçado e começou uma série de sítios ao redor da cidade que terminou definitivamente somente em dezembro de 1840. Sem o controle da capital e do único porto marítimo da província, os revoltosos estabeleceram quartel-general na cidade de Piratini.
Em 21 de agosto, as tropas navais de Grenfell têm sua primeira vitória, com a tomada do forte do Junco, num ataque comandado pelo capitão-tenente Guilherme Parker, com o brigue-escuna Leopoldina, o patacho Vênus e seis canhoneiras, além de uma tropa de infantes comandados pelo coronel Francisco Xavier da Cunha. Cinco dias depois, o forte de Itapoã foi conquistado, deixando aberto aos imperiais o acesso fluvial a Porto Alegre.

## A proclamação da república

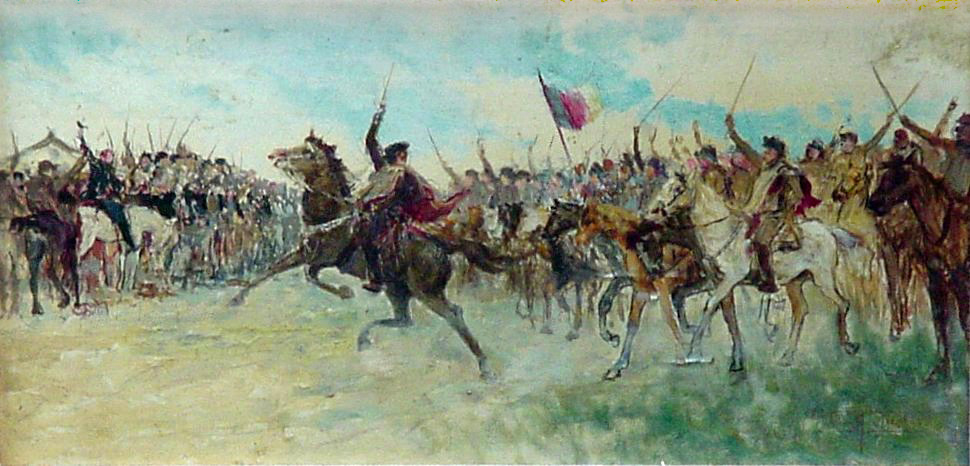
Proclamação da República Piratini
Por Antônio Parreiras, 1915
Museu Antônio Parreiras

No início de setembro de 1836 Antônio de Sousa Neto deslocou-se à região de Bagé, onde o imperial João da Silva Tavares, vindo do Uruguai, mantinha o desassossego entre os farroupilhas residentes. A Primeira Brigada de Neto, com quatrocentos homens atravessou o arroio Seival e encontrou as tropas de Silva Tavares (560 homens) sobre uma coxilha. Era a tarde de 10 de setembro de 1836 quando começou a batalha do Seival. Silva Tavares desceu a coxilha em desabalada carga. Neto ordenou também a carga de lança e espada, sem tiros. As forças se encontraram em sangrento combate. Silva Tavares fugiu e seus homens foram derrotados. Os farrapos ficaram quase intactos, enquanto do outro lado havia 180 mortos, 63 feridos e 100 prisioneiros.
Donos do campo, os farroupilhas comemoraram vibrantemente a vitória. Cresceu a vontade separatista de conquistar e manter um país rio-grandense independente, entre as nações do mundo. À noite as questões ideológicas foram revistas e Lucas de Oliveira e Joaquim Pedro, republicanos ardorosos, catequizaram Neto, argumentando que não havia outra saída a não ser enveredar pela senda da independência e que não havia outro desejo popular a não ser o desejo de liberdade, de abolição da escravatura e de democracia sob o sistema republicano. Se tivesse que acontecer, a hora era aquela, a hora da vitória, do júbilo, da afirmação. Neto passou a simpatizar com a ideia, mas resistiu diante de uma provável reprovação de seus pares. Pensava que tal proclamação de uma nova República deveria partir de Bento Gonçalves, o grande comandante de todos os farrapos. Contrapuseram que Bento já se decidira pela república, que hierarquia rígida era coisa do império e que o sistema republicano centrava-se no povo, suas vontades e necessidades, e não na elite governativa.
Finalmente, aquiescendo o coronel Neto, passaram a escrever a Proclamação da República Rio-Grandense que seria lida e efetivada por ele, perante a tropa perfilada, em 11 de setembro de 1836.

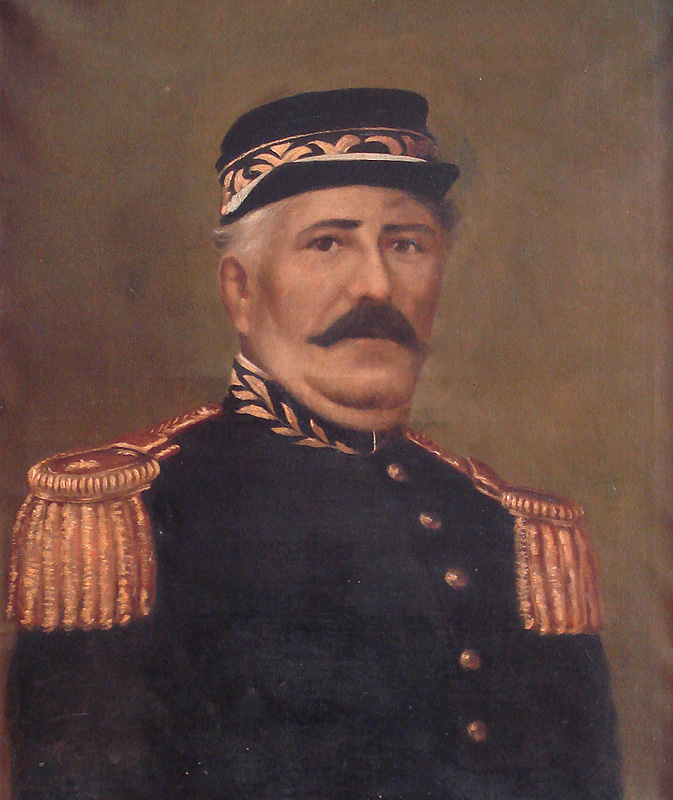
General Antônio de Sousa Netto
Por Azevedo Dutra, século XIX
Museu Júlio de Castilhos

Após a cerimônia de Proclamação, irromperam todos em gritos de euforia, liberdade e vivas à República, com tiros para o alto e cantorias. Logo chegou a galope o tenente Teixeira Nunes, empunhando pela primeira vez a bandeira tricolor, mandada fazer às pressas em Bagé e passa a desfilar por entre seus companheiros com a bandeira verde, vermelha e amarela da República Rio-Grandense, comemorando sua independência.
Foram conclamadas as demais províncias brasileiras a unirem-se como entes federados no sistema republicano, foi criado um hino nacional e bandeira própria do novo estado, até hoje cultivados pelo Estado do Rio Grande do Sul. Também foi estabelecida a capital na pequena cidade de Piratini, donde surgiu uma nova alcunha, a República de Piratini.
A partir deste momento, ocorreu a falência imediata da Revolta Farroupilha e o início da Guerra dos Farrapos propriamente dita. A mudança de posicionamento dos Farrapos foi imediata.
- Já não desejavam mais substituir o Presidente da Província de São Pedro do Rio Grande por outro, pois agora haveriam de ter um Presidente da República independente.
- Os combatentes não era mais revoltosos farroupilhas, mas soldados do Exército Republicano Rio-Grandense.
- O pavilhão que defendiam não era mais a bandeira imperial verde-amarela, mas a quadrada bandeira republicana verde, vermelha e amarela em diagonal (sem o brasão no meio).
- Não lutavam mais por reconhecimento e atenção, mas pela defesa da independência e soberania de seu país.
- Já não era mais a luta de revoltosos em busca de justiça, mas uma guerra de exército defensor (republicano) contra exército agressor (imperial);

A república Rio-grandense tinha escasso apoio nas áreas colonizadas pela recente imigração alemã. Esses imigrantes haviam se fixado na desativada Real Feitoria do Linho Cânhamo em colônias cedidas pelo império, no Vale do Rio dos Sinos. Em Porto Alegre, apesar da simpatia de parte das camadas médias, não recebia o apoio popular, que mobilizava outras cidades da Província de São Pedro do Rio Grande. Inicialmente sua base social era originária de liberais, militares, industriais do charque e, especialmente, de estancieiros com capacidade de liderar exércitos particulares de "peões", vaqueiros que lhes prestavam serviços ou deles dependiam para subsistência e defesa e cuja obediência e fidelidade era garantida por traços feudais da cultura local; e por escravos, que no meio rural eram incluídos no convívio social dos peões. Como havia interfaces com o Uruguai, também eram contratados elementos de lá provenientes. Os exímios cavaleiros forjados nas lides campeiras, chamados "gaúchos", formavam corpos de cavalaria de choque aptos a travar uma guerra de guerrilha. Esses exércitos dispunham de alta mobilidade e conhecimento do terreno, mas sem dispor de infantaria nem adequada artilharia, os Farroupilhas tinham fraca capacidade bélica contra as cidades fortificadas do Rio Grande e Porto Alegre, e pouca capacidade de defesa das praças que controlavam.

## Batalha do Fanfa

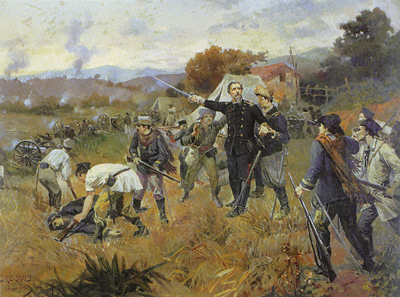
Cena de Batalha no Sul do Brasil
Por Oscar Pereira da Silva

No dia 12 de setembro, um dia após a Proclamação da República Rio-Grandense por Antônio de Sousa Neto, a seguir à vitória na Batalha do Seival, houve a solenidade de lavratura e assinatura da Ata de Declaração de Independência, pela qual os abaixo-assinantes declaravam não embainhar suas espadas, e derramar todo o seu sangue, antes de retroceder de seus princípios políticos, proclamados na presente declaração. Fizeram-se várias cópias da Ata, que foram enviadas às câmaras municipais e aos principais comandantes do Exército Republicano.
Como resposta imediata, as câmaras de Jaguarão, Alegrete, Cruz Alta, Piratini, entre outras, convocaram sessões extraordinárias, onde puderam analisar e corroborar os feitos, fazendo constar em Atas Legislativas suas adesões, proclamando a independência política da província, por ser a vontade geral da maioria.
Bento Gonçalves não pudera estar presente devido a um fato circunstancial. Ao tomar conhecimento do ato da Proclamação da República Rio-grandense, Bento Gonçalves levantou seu acampamento na lomba do Tarumã, parte do sítio que impingia a Porto Alegre, seguiu a várzea do rio Gravataí, marchou para São Leopoldo e cruzou o rio dos Sinos e o rio Caí, passou a deslocar-se beirando o Rio Jacuí, para junção de forças com Neto. Fatalmente ele precisava atravessar o rio na Ilha de Fanfa, no município de Triunfo, por causa da época de cheias. Ciente dos acontecimentos, Bento Manuel, agora a serviço do império, deslocou suas tropas com 660 homens embarcados, a partir de Triunfo, de modo a impedir a passagem de Bento Gonçalves.
Bento Gonçalves decidiu cruzar o rio Jacuí para unir suas tropas com as de Domingos Crescêncio. Na noite de 1 de outubro, levantou acampamento e, na manhã seguinte, iniciou, com dois pontões para 40 homens, o cruzamento para a Ilha do Fanfa. José de Araújo Ribeiro, alertado por Bento Manuel , enviou a Marinha, comandada por John Grenfell no vapor Liberal, junto com dezoito barcos de guerra, escunas e canhoneiras guardando o lado sul da Ilha, só percebida pelos Farrapos depois de estarem na ilha. Fechando o cerco por terra, Bento Manuel ficou senhor da situação. Era 3 de outubro de 1836.
Os farrapos resistiram por três dias e, sabedores da proximidade das tropas de Crescêncio de Carvalho, repeliram os fuzileiros que desembarcavam na ilha pela costa sul e qualquer tentativa de travessia pelo norte. A fim de evitar mais derramamento de sangue, Bento Manuel levantou a bandeira de “parlamento” e Bento Gonçalves aceitou negociar. O acordo foi feito e assinado em 4 de outubro. Os Farrapos entregariam as armas, capitulariam e voltariam livres para suas casas. Segundo Bento Manuel, a guerra estaria terminada, com a vitória do império. Ele pacificara a província e receberia as glórias da Corte. Porém, Bento Gonçalves não era tão ingênuo e já havia enviado um mensageiro solicitando socorro a Neto e Canabarro.
Depois de desarmar e soltar os soldados, Bento Manuel manteve os chefes presos: Bento Gonçalves, Tito Lívio, José de Almeida Corte Real, José Calvet, Onofre Pires, entre outros, sob o pretexto de que Bento Gonçalves havia faltado com sua palavra ao enviar emissários buscando socorro. A maior parte dos líderes do movimento foi presa na Presiganga, depois enviada à Corte e por fim encarcerada na prisão de Santa Cruz e no Forte da Laje, no Rio de Janeiro.

## A guerra sem Bento
Na sessão extraordinária da Câmara de Piratini, na primeira capital da República Rio-Grandense, em 6 de novembro de 1836, procedeu-se formalmente a votação para Presidente da República, conforme os parâmetros da época. A eleição foi vencida por Bento Gonçalves (mesmo sem estar presente e sem campanha) e primeiro vice-presidente José Gomes de Vasconcelos Jardim. Assumiu o vice interinamente a presidência, nomeando o ministério e tomando a incumbência de convocar uma Assembleia Constituinte para formar a Constituição da República Rio-grandense.
A luta entre farroupilhas e imperiais continuou acirrada. O império despejava rios de dinheiro para recrutar mais e mais soldados paulistas e baianos, para comprar mais armas, mais munições, com pouquíssimo resultado prático.
Pelo lado imperial, Araújo Ribeiro foi substituído a 5 de janeiro de 1837 pelo brigadeiro Antero de Brito, acirrando mais a disputa. Bento Manuel não gostou da demissão de seu parente e amigo e enviou uma carta a Antero de Brito, dizendo-se doente e solicitando que portanto fosse substituído no comando das armas. Além disso, dispensou boa parte da tropa que comandava.
Brito passou a acumular os cargos de Comandante das Armas e de Presidente da Província de São Pedro do Rio Grande, com capital em Porto Alegre. Se Araújo era, acima de tudo, conciliador, Brito perseguiu e prendeu até mesmo civis simpatizantes das ideias farroupilhas, confiscando seus bens; alguns destes foram punidos com a pena de desterro. Em contrapartida, os farrapos eram senhores do pampa, recebiam maciças adesões de militares descontentes com a nomeação de Brito e, ainda em janeiro de 1837, ganharam o apoio dos habitantes de Lages de Santa Catarina, que seria um importante ponto onde os Farrapos comprariam armas e munições. O principal perseguido por Antero de Brito era o Comandante das Armas Imperiais anterior a ele, nada menos que Bento Manuel Ribeiro.
Bento Manuel não aceitava a autonomeação de Brito e continuava a dar suas próprias ordens às tropas. Brito, então, saiu pessoalmente ao seu encalço. Bento fugiu mudando de direção, como numa brincadeira de gato e rato, situação que se arrastou até o dia 23 de março de 1837, quando, num golpe de mestre, Bento Manuel Ribeiro deixou um piquete para trás, sob o comando do major Demétrio Ribeiro que, de surpresa, caiu sobre as tropas de Brito e prendeu o Presidente Imperial da província. Com isso, novamente Bento Manuel foi aceito no seio farrapo, passando a combater novamente os imperiais.
Em 8 de abril, o general Neto conquistou Caçapava do Sul, centro de reabastecimento imperial, depois de sete dias de cerco, apreendendo 15 canhões e fazendo prisioneiros a 540 imperiais, comandados pelo coronel João Crisóstomo da Silva. Ainda neste ano, em 2 de julho, aconteceu o Combate de Ivaí, onde Bento Manuel foi capturado, mas após um ataque farroupilha 50 legalistas foram mortos, enquanto o marechal Sebastião Barreto Pereira Pinto fugiu para Caçapava do Sul, deixando Bento Manuel ferido e desacordado no campo.
A sustentação econômica da República era propiciada pelo apoio da vizinha República Oriental do Uruguai, que permitia o comércio do charque produzido pelos rio-grandenses para o próprio Brasil. A exportação era feita por terra até o Porto de Montevidéu ou pelo rio Uruguai. Em 29 de agosto foi assassinado o coronel João Manuel de Lima e Silva, que havia derrotado Bento Manoel Ribeiro, no ano anterior.

## Gonçalves assume a presidência

Bento Gonçalves
Por Guilherme Litran, século XIX
Museu Júlio de Castilhos

Em 15 de março de 1837, Bento Gonçalves tentou escapar da prisão, no Rio de Janeiro, junto de outros companheiros. Porém Pedro Boticário não conseguiu passar por uma janela, por ser muito gordo, e, em solidariedade, Bento Gonçalves desistiu da fuga, na qual escaparam Onofre Pires e o coronel Corte Real. Depois desta tentativa de fuga, foi transferido para a Bahia, onde chegou em 26 de agosto de 1837, ficando preso no Forte do Mar. Conseguiu, com auxílio da maçonaria, evadir-se da prisão baiana em 10 de setembro de 1837, poucos dias antes do início da Sabinada. Permaneceu algum tempo, clandestino, em Itaparica e Salvador, onde teve contato com membros do movimento. Depois de despistar seus perseguidores, que achavam que tinha partido para os Estados Unidos em uma corveta, chegou, via Buenos Aires, de volta ao Rio Grande do Sul e, em 16 de dezembro de 1837, tomou posse como Presidente da República. Nesta época os farrapos dominavam praticamente toda a província, ficando os imperiais restritos a Rio Grande e São José do Norte.
A 29 de agosto de 1838, Bento lançou seu mais importante manifesto aos rio-grandenses, onde justificava as irreversíveis decisões tomadas em favor da libertação do seu povo:
| “ | Toma na extensa escala dos estados soberanos o lugar que lhe compete pela suficiência de seus recursos, civilização e naturais riquezas que lhe asseguram o exercício pleno e inteiro de sua independência, eminente soberania e domínio, sem sujeição ou sacrifício da mais pequena parte desta mesma independência ou soberania a outra nação, governo ou potência estranha qualquer. Faz neste momento o que fizeram tantos outros povos por iguais motivos, em circunstâncias idênticas. | ” |

E no trecho final, um juramento importante:
| “ | Bem penetrados da justiça de sua santa causa, confiando primeiro que tudo, no favor do juiz supremo das nações, eles têm jurado por esse mesmo supremo juiz, por sua honra, por tudo que lhes é mais caro, não aceitar do governo do Brasil uma paz ignominiosa que possa desmentir a sua soberania e independência. | ” |

Estas palavras têm reflexo mais tarde, quando da assinatura do Tratado de Poncho Verde.

## Queda da "Tranqueira Invicta"
Com a dificuldade em quebrar a resistência de Porto Alegre, os farroupilhas resolveram voltar-se contra Rio Pardo, onde estava concentrada uma divisão do exército imperial, com dois batalhões de infantaria e dois corpos de cavalaria, comandada pelo marechal Sebastião Barreto Pereira Pinto. Os brigadeiros Francisco Xavier da Cunha comandando a infantaria e Bonifácio Calderón a cavalaria, num total de 1 200 combatentes. A cidade era, junto com Porto Alegre e Rio Grande, uma das mais importantes do estado, contando com quase o dobro de habitantes da capital.
A concentração de tropas imperiais chamou a atenção dos farroupilhas, conscientes das possíveis consequências desta tropa quando se movimentasse. Bento Manuel Ribeiro, ao lado de Antônio de Sousa Neto, em 30 de abril de 1838, comandando 2 500 homens, 800 deles de cavalaria, surpreenderam a cidade, na batalha do Barro Vermelho, na entrada da cidade, derrotando os imperiais, conquistando Rio Pardo, a ex-tranqueira invicta, matando 71 homens e fazendo mais de 130 prisioneiros.
Este fato foi importante por vários aspectos, dando novo impulso à rebelião. Rio Pardo formava, com Rio Grande e Porto Alegre, a fronteira de domínio imperial, um ponto de apoio para a conquista do interior, tinha fama de inexpugnável e a vitória farrapa foi incontestável. Além disso, Rio Pardo tinha quase o dobro de habitantes de Porto Alegre.
A conquista de Rio Pardo foi importante também porque lá se encontrava, na ocasião, a Banda Imperial, sob o comando do maestro mineiro Joaquim José Mendanha, que viria a compor, sob a encomenda de Bento Gonçalves, o Hino Nacional da República Rio-Grandense. Com a letra do republicano Serafim Joaquim de Alencastre, o hino foi executado e cantado pela primeira vez na cerimônia de comemoração do primeiro aniversário da Tomada de Rio Pardo. Hoje a música do hino é a mesma, mas foi composta outra letra, por Francisco Pinto da Fontoura, o Chiquinho da Vovó, para se adequar aos novos tempos.
Cabe ressaltar que a primeira composição do Hino Nacional da República Rio-grandense destacava a mesma ideia dos discursos de Bento Gonçalves, de não ceder à paz vergonhosa da deposição das armas:
| “ | Nobre povo rio-grandense. Povo de heróis, povo bravo! Conquistaste a independência. Nunca mais serás escravo. | ” |

## Marinha farroupilha

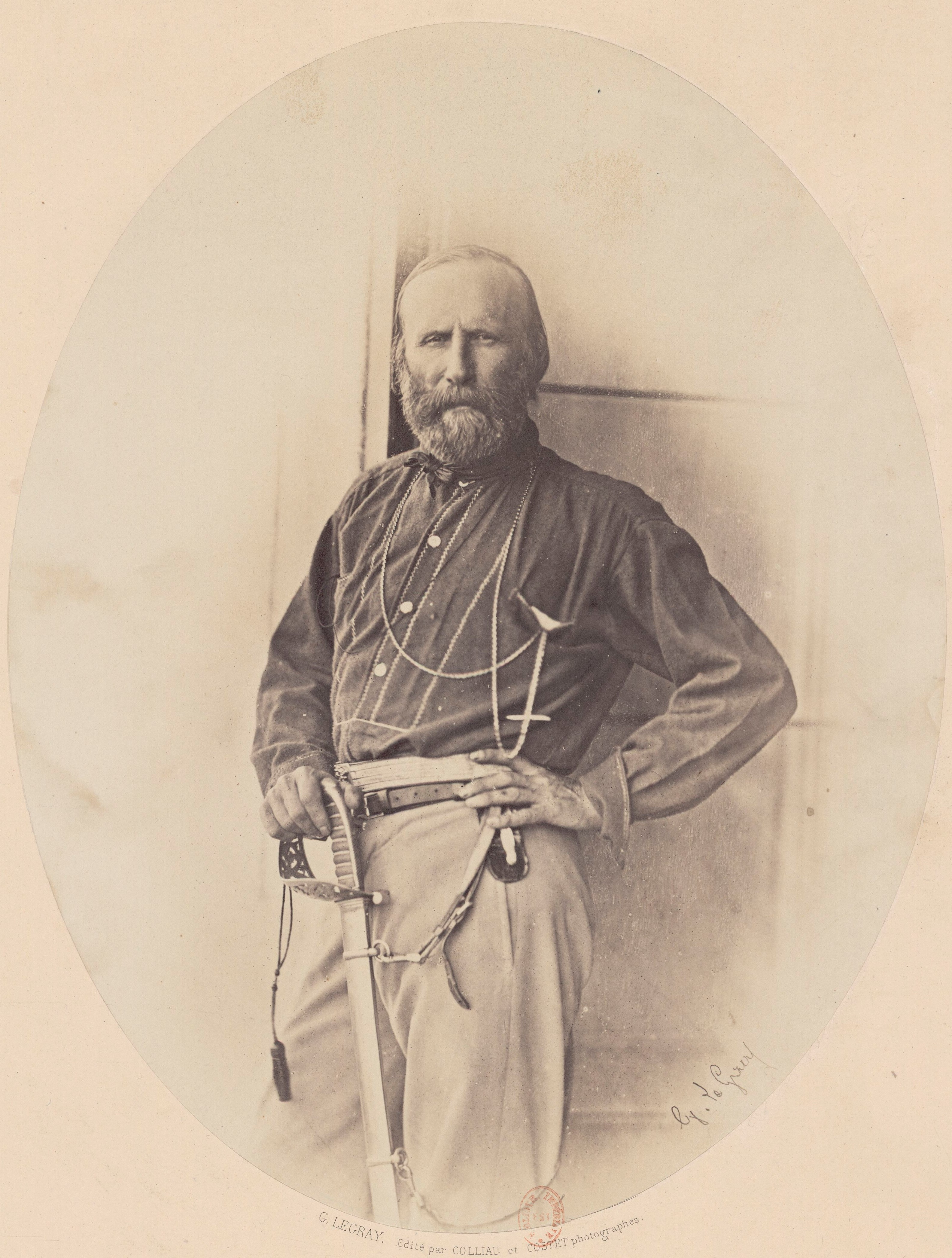
Giuseppe Garibaldi
Por Gustave Le Gray, 1860

A Marinha Imperial Brasileira controlava os principais meios de comunicação da província, a lagoa dos Patos, entre Porto Alegre, Pelotas e Rio Grande, e a maior parte dos rios navegáveis. Apesar disso era constantemente atacada pelos farroupilhas, quando próximos aos barrancos dos rios. Em 1 de fevereiro de 1838, uma tropa de dois mil farrapos e uma bateria de artilharia conseguiram atacar de surpresa duas canhoneiras e um lanchão no rio Caí, matando quase todos os marinheiros e aprisionando um dos comandantes.
O fator estratégico de maior efeito a favor do império era o bloqueio da barra da lagoa dos Patos, único acesso ao porto de Rio Grande, por onde desembarcavam continuamente os reforços imperiais, e ao mar. A república, na segunda parte do confronto procurava manter a supremacia conquistada na região geográfica da serra do sudeste do Rio Grande do Sul, de relevo irregular e com apenas um rio que comunicava com a lagoa dos Patos, o Camaquã.
Foi preciso engendrar uma manobra incomum para conquistar um ponto que pudesse ligar o Rio Grande dos farrapos com o mar. Este ponto era Laguna, em Santa Catarina. O primeiro passo era constituir a Marinha Rio-Grandense. Giuseppe Garibaldi conhecera Bento Gonçalves ainda em sua prisão, no Rio de Janeiro, e obteria dele uma carta de corso para aprisionar embarcações imperiais. Em 1 de setembro de 1838, Garibaldi foi nomeado capitão-tenente, comandante da marinha Farroupilha.
Foi criado um estaleiro, junto a uma fábrica de armas e munições em Camaquã, na estância de Ana Gonçalves, irmã de Bento Gonçalves. Lá Garibaldi coordenou a construção e o armamento de dois lanchões de guerra. Ao mesmo tempo, Luigi Rossetti foi a Montevidéu, buscar a ajuda de Luigi Carniglia e outros profissionais indispensáveis. Após algumas semanas, estava completa a equipagem de mestres e operários. Alguns marinheiros vieram de Montevidéu e outros foram recrutados pelas redondezas.
Os imperiais, informados dos planos farrapos, atacaram o estaleiro de Camaquã, comandados por Francisco Pedro de Abreu, o Chico Pedro, também conhecido por Moringue. Eram mais de uma centena de homens, cercando o galpão com quatorze trabalhadores entrincheirados. Giuseppe Garibaldi comanda a resistência durante horas. Quase ao anoitecer, Moringue precipitou-se do esconderijo e levou um tiro no peito, sendo recolhido por seus companheiros, fugindo tão rapidamente quanto chegaram.

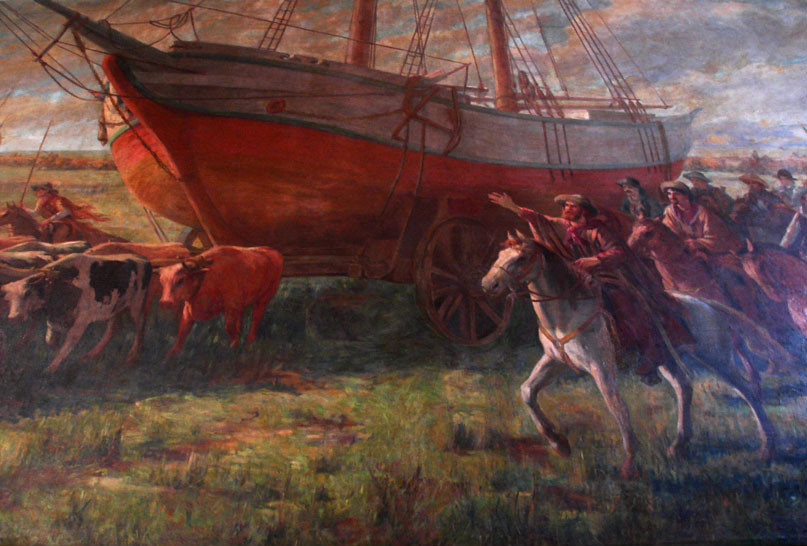
Garibaldi liderando a expedição a Laguna
Por Lucílio de Albuquerque, Instituto de Educação General Flores da Cunha, Porto Alegre

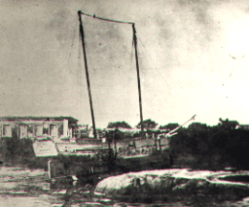
O Seival

Terminada a construção dos barcos e lançados à água, os lanchões Seival e Farroupilha, cortando as águas da lagoa dos Patos, acuados pela armada de John Grenfell, não tiveram muito sucesso: capturaram alguns barcos de comércio desprevenidos, em lagoas ou rios longe da armada imperial. Surgiu, então, o plano de levar os barcos pela lagoa dos Patos até o rio Capivari e, dali, por terra, sobre rodados especialmente construídos para isso, até a barra do Tramandaí, onde os barcos tomariam o mar. Assim foi feito, mas não sem dificuldades.
Os Farrapos, despistando a armada imperial, conseguiram enveredar pelo estreito do rio Capivari e passaram os barcos a terra em 5 de julho de 1839. Puxando sobre rodados, os dois lanchões artilhados, com cem juntas de bois, atravessaram ásperos caminhos, pelos campos úmidos - em alguns trechos completamente submersos, pois era inverno, tempo feio com chuvas e ventos, tornando o chão um grande lodaçal. Cada barco tinha dois eixos e, naturalmente, quatro rodas imensas, revestidas de couro cru. Piquetes corriam os campos entulhando atoleiros, enquanto outros cuidavam da boiada.

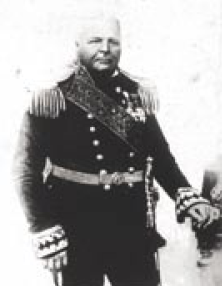
Almirante da Marinha Imperial Frederico Mariath

Levaram seis dias até a lagoa Tomás José, vencendo 90 km e chegando a 11 de julho. No dia 13, seguiram da lagoa Tomás José à barra do rio Tramandaí, no oceano Atlântico, e, no dia 15, lançaram-se ao mar com sua tripulação mista de 70 homens. O Seival, de 12 toneladas, era comandado pelo norte-americano John Griggs, conhecido como "João Grandão", e o Farroupilha, de 18 toneladas, comandado por Garibaldi - ambos armados com quatro canhões de doze polegadas, de molde "escuna". Por fim, em 14 de julho de 1839, os lanchões rumaram a Laguna para atacar a província vizinha. Na costa de Santa Catarina, próximo ao rio Araranguá, uma tempestade pôs a pique o Farroupilha, salvando-se milagrosamente uns poucos farrapos, entre eles o próprio Garibaldi.
Enquanto isto, Grenfell continuava a caça à marinha farroupilha. Com o vapor Águia e diversas canhoneiras e lanchões, atacou a base de Camaquã e apreendeu três lanchões e duas lanchas; mas era tarde, pois ali teve a notícia de que Garibaldi já estava longe, a caminho de Laguna.

## A República Juliana

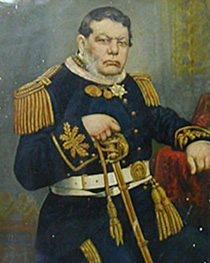
Davi Canabarro, presidente da República Juliana (1839)

Bandeira da República Juliana

Com a chegada da marinha farroupilha a Santa Catarina, unindo-se às tropas do exército, sob o comando geral de David Canabarro, foi possível preparar o ataque a Laguna por terra e pela água. A marinha farroupilha entrou através da lagoa de Garopaba do Sul, passando pelo rio Tubarão, e atacou Laguna por trás, surpreendendo os imperiais que esperavam um ataque de Garibaldi pela barra de Laguna e não pela lagoa. Garibaldi tomou um brigue e dois lanchões, enquanto somente o brigue-escuna Cometa conseguiu escapar para o mar.
Laguna foi tomada, com ajuda do próprio povo lagunense, em 22 de julho de 1839. Em 29 deste mês proclamou-se a República Juliana, feito um país independente, ligada à República Rio-Grandense pelos laços do confederalismo.
Após conquistar Laguna, as forças farroupilhas continuaram rumo ao norte, perseguindo as tropas imperiais, avançando cerca de 70 km até a planície do rio Maciambu. O avanço foi contido devido a um entrincheiramento das forças imperiais, protegidas pela geografia do Morro dos Cavalos, que dificultava o acesso das tropas farrapas e lhes bloqueava o avanço para o ataque a Desterro, hoje Florianópolis.
Com a tomada de Laguna, praticamente metade da província catarinense ficou em mãos republicanas. A incorporação da vila de Lages, também sob controle rebelde, ao novo estado, levou o território da República Juliana a se estender do extremo meridional até o planalto catarinense. Foi então organizada a República Juliana, sendo convocadas eleições para constituição do governo. Canabarro ficou à frente do governo da nova república até 7 de agosto de 1839, quando foi convocado o colégio eleitoral. Foram eleitos para presidente o tenente-coronel Joaquim Xavier Neves e para vice o padre Vicente Ferreira dos Santos Cordeiro. Como Xavier Neves estava em São José bloqueado pelas forças imperiais, o padre Vicente Cordeiro assumiu a presidência.
Os farroupilhas ainda fizeram incursões navais mais ao norte, chegando a atacar a barra de Paranaguá em 31 de outubro de 1839. Uma escuna e um lanchão farroupilhas capturaram a sumaca Dona Elvira, porém foram combatidos pelos canhões da fortaleza e obrigados a retroceder. A escuna recuou rumo ao norte, porém o lanchão, mais pesado, por ali parou e foi capturado por uma lancha com vinte homens comandada pelo alferes Manuel Antônio Dias, sendo a lancha Dona Elvira recuperada.

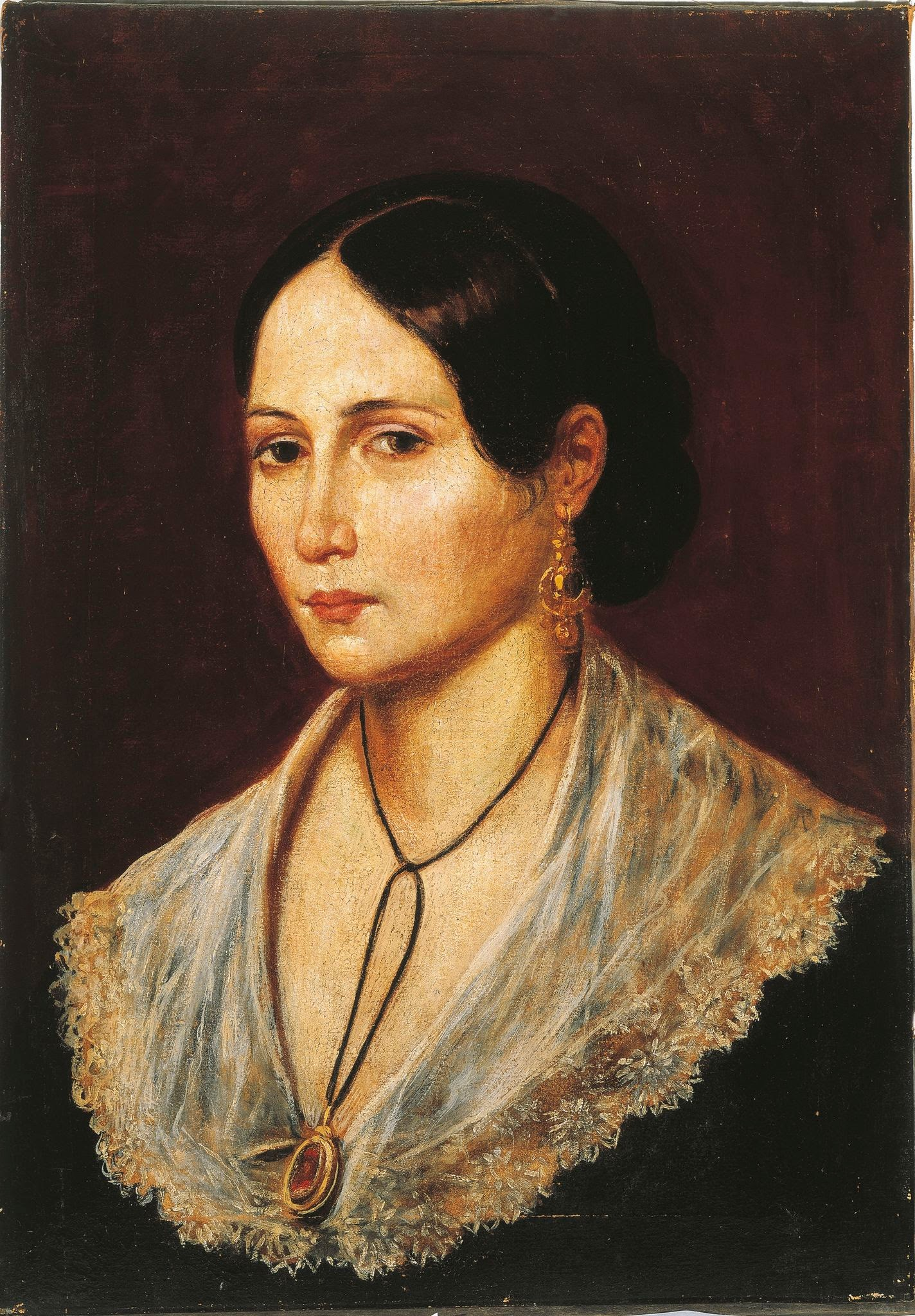
Retrato de Anita Garibaldi (1839)

O império impôs um bloqueio naval, que buscava estrangular a república economicamente. Garibaldi ainda conseguiu furar o bloqueio com três barcos, capturou dois navios de comércio, trocou tiros com o brigue-escuna Andorinha e tomou o porto de Imbituba. Alguns dias mais tarde retornou a Laguna, em 5 de novembro.
Pouco tempo depois o império reagiu com força total, comandado pelo general Francisco José de Sousa Soares de Andrea, mais conhecido como general Andrea, comandante de armas de Santa Catarina, com mais de três mil homens atacando por terra. Enquanto isto, por mar, o almirante imperial Frederico Mariath, com uma frota de 13 navios, melhor equipados e experientes, iniciou a batalha naval de Laguna. Garibaldi fundeou convenientemente seus cinco navios, que se bateram contra os imperiais valentemente, mas sem chances de vitória. Nos navios farroupilhas nenhum comandante ou oficial escapou com vida. O próprio Garibaldi, vendo a derrota iminente, queimou seu navio, a escuna Libertadora, e se juntou à tropa de Canabarro, que preparou a retirada de Laguna. Era o fim da marinha farroupilha.
Os imperiais retomaram Laguna em 15 de novembro de 1839. Garibaldi fugiu com Ana, que se tornaria conhecida como Anita Garibaldi, uma mulher lagunense casada, cujo esposo alistara-se no exército imperial, abandonando-a, um escândalo para a época. Anita veio a ser sua companheira de todos os momentos, lutando lado-a-lado com Garibaldi tanto nos pampas gaúchos como na Itália, onde é considerada heroína.

## Os campos de Lages
Em 9 de março de 1838 os farroupilhas invadiram Lages, anexando a vila à República Rio-Grandense, com o apoio de alguns fazendeiros locais, fato que havia causado grande júbilo entre os revolucionários: era a primeira conquista farrapa fora do Rio Grande do Sul.
Depois das queda de Laguna, as tropas farrapas tomaram o caminho de Lages para retornar ao Rio Grande do Sul. Enquanto isso, o governo imperial havia decidido enviar um contingente de tropas ao sul pelo interior, com a missão de retomar Lages e depois auxiliar contra o cerco de Porto Alegre pelos farrapos. Em Rio Negro reuniram-se 1.500 homens, vindos do Rio de Janeiro, Curitiba, Paranaguá, Antonina e Campo do Tenente, deslocando-se para Santa Cecília, onde acamparam em 25 de outubro de 1839.
Travando pequenos combates com piquetes farroupilhas em novembro, através dos Campos dos Curitibanos e Campos Novos, chegaram a Lages, onde retomaram a vila. Dali uma parte da coluna do brigadeiro Francisco Xavier da Cunha decidiu seguir em direção ao Rio Pelotas, para invadir o Rio Grande do Sul.
Os farrapos, derrotados em Lages, se reuniram em um entreposto alfandegário, para cobrança de impostos sobre as tropas de gado e mulas que vinham de Viamão e seguiam para Sorocaba, conhecido como Santa Vitória.
O brigadeiro Francisco Xavier da Cunha foi informado e para lá dirigiu-se, com seus dois mil homens. Foi surpreendido em 14 de dezembro de 1839 por Teixeira Nunes que, com sua cavalaria, conseguiu dividir a tropa legalista e o fez retroceder. Em um renhido combate as tropas legalistas foram derrotadas. O brigadeiro, ferido e protegido por alguns oficiais, tentou escapar e, ao cruzar o Rio Pelotas, morreu afogado.
Os farroupilhas retomaram Lages novamente, mas as tropas legalistas foram reforçadas por uma divisão vinda de Cruz Alta, sob o comando do coronel Antônio de Melo Albuquerque, o "Melo Manso".
Garibaldi e Teixeira Nunes, pressentindo um ataque, dividiram suas tropas, uma partindo para o norte, onde, perto do Rio Marombas encontrou uma tropa legalista superior em 12 de janeiro de 1840. Os republicanos foram dizimados e, dos 500 iniciais, menos de 50 conseguiram retornar a Lages e depois voltar ao Rio Grande do Sul.

## 1840: os farrapos perdem território
Até o ano de 1840, podia-se perceber um período de ascensão farroupilha, com várias vitórias no campo militar. Após esse período, é perceptível uma situação de decadência, iniciada com a queda de Laguna. O general Andréa, que havia retomado Laguna, logo é nomeado o novo Presidente Imperial da Província de São Pedro do Rio Grande do Sul e Comandante do Exército Imperial na província. Também começaram as desavenças políticas entre os farroupilhas, com consequências funestas no futuro.
No começo de 1840, os farroupilhas controlavam boa parte do interior, mas não tinham uma saída para o mar. Além disso, enquanto as tropas rio-grandenses se concentravam no cerco de Porto Alegre, Caçapava, a capital da República desde 14 de fevereiro de 1839, considerada inexpugnável por causa do difícil acesso, foi invadida pelos imperiais. Instalou-se a capital em Alegrete, em 28 de março.
No mesmo ano, no combate de Tabatingaí, João Propício Mena Barreto e suas tropas derrotaram 250 farroupilhas, prendendo Onofre Pires, levado para Porto Alegre. Em julho os Farrapos perderam São Gabriel. Francisco Pedro de Abreu, o Moringue, surpreendeu Antônio de Sousa Neto, quase fazendo-o prisioneiro. Finalmente Bento Gonçalves, em campanha pela conquista de São José do Norte junto com Domingos Crescêncio de Carvalho e 1 200 homens, travou duríssima batalha de quase nove horas, tomando a cidade por pouco tempo. A reação vinda de Rio Grande expulsou os persistentes farrapos.
Estes insucessos e alguns desentendimentos com Bento Gonçalves deram pretexto a Bento Manuel, tido como fiel da balança do confronto, para abandonar os revolucionários. Escreveu ao Ministro da Guerra da República, José Mariano de Mattos, demitindo-se do exército, ao mesmo tempo em que escrevia para o presidente da província pedindo uma anistia para si e alguns amigos. Anistiado, foi refugiar-se no Uruguai, desiludido com o sistema republicano que, segundo ele, "parece em teoria governo dos anjos, porém na prática nem mesmo para diabos serve".

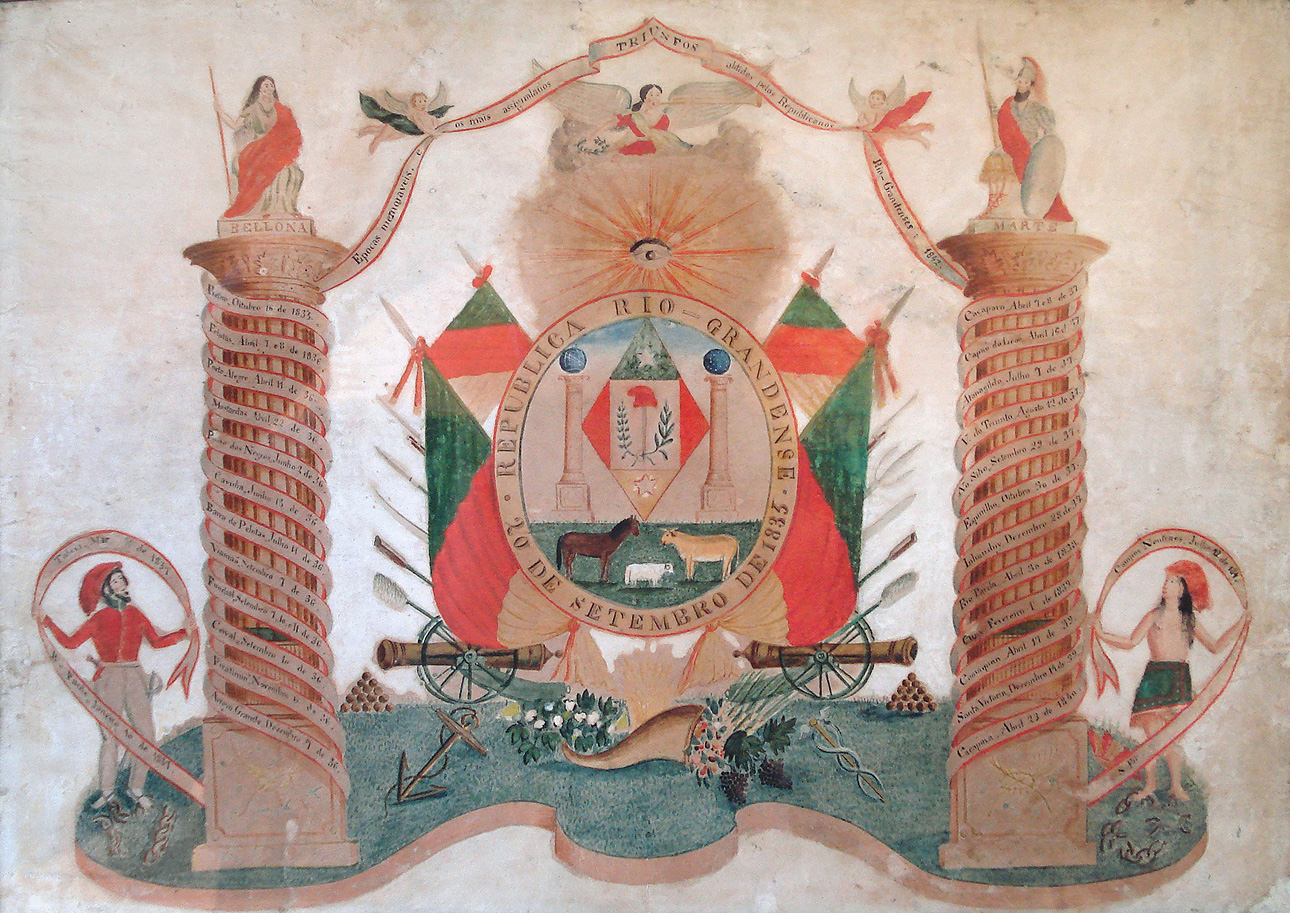
Alegoria Farroupilha
Guache do século XIX, no Museu Júlio de Castilhos

Bento Gonçalves, ainda no ano de 1840, em decorrência dos insucessos, acenou ao império com a possibilidade de acordo. Bento pediu a Álvares Machado salvo-condutos para que companheiros seus pudessem atravessar impunemente os locais conquistados pelo império, a fim de acertar com os chefes imperiais os detalhes de uma rendição coletiva dos Farrapos. Levavam, efetivamente, uma carta com este desígnio. Porém, havia uma outra mensagem oral a ser dada àqueles líderes, que não podia ser escrita. A manobra, porém, foi tão bem pensada e executada que enganaria até mesmo seus companheiros de luta, e motivou uma carta de reprovação escrita por Domingos José de Almeida, então Vice-Presidente e Ministro da Fazenda da República Rio-Grandense.
Os combates continuaram em diversas frentes: em novembro de 1841, Chico Pedro fez 20 prisioneiros e tomou 400 cavalos dos Farroupilhas, perto de São Gabriel; em Rincão Bonito o coronel João Propício Mena Barreto provocou 120 mortes, fez 182 prisioneiros e tomou 800 cavalos; em 20 de janeiro de 1842 Chico Pedro, atacado por Bento Gonçalves e 300 homens, derrotou-o, provocando 36 mortes, 20 prisioneiros e capturando toda a bagagem, sofrendo somente 3 mortes e 7 feridos.
Uma Assembleia Constituinte havia sido convocada em 10 de fevereiro de 1840, porém manobras de Bento Gonçalves, que não queria perder poderes, levaram a que somente em 1842 fosse promulgada a Constituição da República, o que deu um ânimo momentâneo à luta.

## Reforços liberais
A Revolução Liberal de 1842 entusiasmou os farroupilhas, a ponto de Bento Gonçalves ter feito um pronunciamento em Cacequi em 13 de julho 1842. Este entusiasmo foi de curta duração, pois as revoltas pouco duraram. O fim das rebeliões em outras províncias, como a Sabinada na Bahia e a Revolução Liberal de São Paulo, trouxeram novos reforços às tropas farrapas. Entre eles, vieram da Bahia:
- Daniel Gomes de Freitas (signatário depois do tratado de paz);
- Coronel Manoel Gomes Pereira, que financiou a fuga de Bento Gonçalves. Saiu da Bahia no início de janeiro de 1838, estava em Montevidéu em missão de recrutamento quando a Sabinada acabou e dali foi procurar seus amigos rio-grandenses, sendo bem acolhido e presenteado por Bento Gonçalves com o posto de coronel, servindo no Estado Maior. Veio com uma fortuna arrecadada para comprar barcos de guerra, que jamais navegaram, mas adquiriu uma chácara em Montevidéu, depois de cobrar de Bento o dinheiro que tinha lhe emprestado;[46]
- João Rebelo de Matos, Bento José Roiz, José Pinto Ribeiro, João Francisco Régis, todos militares transferidos da Bahia e envolvidos na Sabinada e que se rebelaram na Fortaleza da Barra do Sul, na Ilha de Santa Catarina, entregando a fortaleza aos Farrapos e se juntando ao movimento, em 1839;[40]
- Francisco José da Rocha, teria vindo da Bahia acompanhando Bento Gonçalves, era a maior autoridade maçônica na província; sua promoção a tenente-coronel pelos farroupilhas foi um dos motivos que levaram Bento Manuel a abandonar o lado republicano;[47]
- João Rios Ferreira.

De São Paulo veio Rafael Tobias de Aguiar, chefe da Revolução Liberal de 1842, que com cinco companheiros se dirigiu para a região das Missões. Foi pouco depois preso em Palmeira das Missões, junto com seu enteado Felício Pinto de Castro, pelo capitão Benedito Martins França, sem ter conseguido se reunir com os rebeldes. Foi levado para a Fortaleza da Laje, no Rio de Janeiro.
Por outro lado, o fim destas outras rebeliões também liberou as tropas do exército brasileiro para concentrarem todos seus esforços contra os farroupilhas e precipitar o final da guerra.

## O duelo entre Bento Gonçalves e Onofre Pires
A República Rio-Grandense não ficou isenta das disputas pelo poder. Em dezembro de 1842, quando se instalou a Assembleia Constituinte Farroupilha, as divergências se exteriorizaram, contrapondo a maioria de Bento Gonçalves e a minoria de Antônio Vicente da Fontoura. Isto levou a que o projeto de Constituição, publicado em fevereiro de 1843, tivesse prejudicada a sistematização das ideias de todos aqueles que ainda estavam na revolução ou a apoiavam.
Em 4 de agosto de 1843, Bento Gonçalves renunciou à presidência da República Rio-grandense por conta de uma campanha de intrigas, assumindo seu vice Gomes Jardim. Lançou ao mesmo tempo um manifesto dizendo-se acometido de uma enfermidade pulmonar, que talvez já o estivesse incomodando, e incitou os farroupilhas a se unir em torno do novo presidente. Passou em seguida a comandar uma divisão do Exército Rio-Grandense.
Os opositores, entre eles o deputado Antônio Vicente da Fontoura, induziram Onofre Pires a destratar Bento Gonçalves, acusando-o do assassinato de Paulino da Fontoura. Onofre foi por isso desafiado por Bento para um duelo, realizado em 27 de fevereiro de 1844. Durante o duelo Onofre foi ferido no braço direito e, apesar de socorrido por Bento, faleceu dias depois, por complicações advindas do ferimento.

## Negociações de paz e a batalha de Porongos

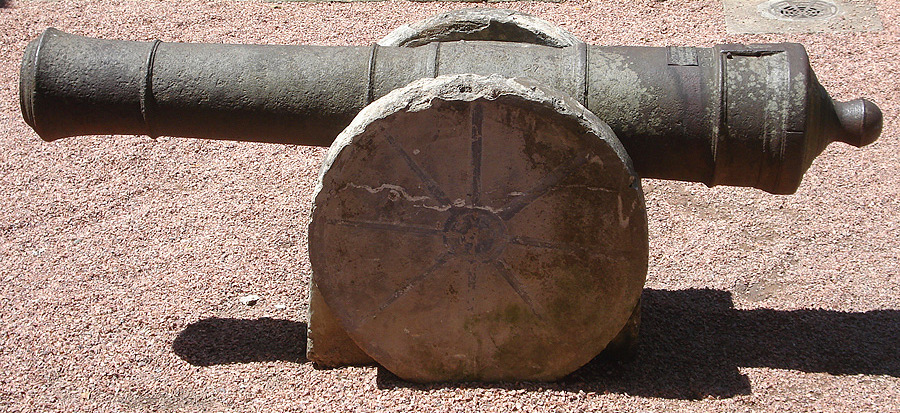
Um dos canhões usados pelos Farroupilhas. Permaneceu até 1926 no fundo do riacho Santa Isabel, em Camaquã, quando foi recuperado junto com outros e passou ao acervo do Museu Júlio de Castilhos

A primeira negociação de paz ocorreu com a nomeação de Francisco Alves Machado para presidente da província, o qual ofereceu a Bento Gonçalves anistia plena para negociar um tratado. Bento respondeu em carta, a 7 de dezembro de 1840, propondo que: as dívidas contraídas pela república fossem pagas pelo governo imperial, os escravos que haviam sido alistados como soldados republicanos fossem libertados e que os oficiais revolucionários fossem garantidos em seus postos, quando aproveitados em serviço da Guarda Nacional. Para melhor firmar o tratado, Bento Gonçalves solicitou uma conferência com o presidente, porém Alvares Machado negou-a por saber que os farrapos tentavam aliciar à sua causa diversos legalistas, como o coronel Manduca Loureiro e o coronel João da Silva Tavares. A recusa da conferência importou em suspensão da anistia e consequente continuação da luta.
O sistema de guerrilha e a troca constante de presidentes e comandantes de armas prolongaram a luta até que o Barão de Caxias (futuro Duque) foi nomeado Presidente da Província e Comandante Supremo Imperial em 9 de novembro de 1842, reorganizando o exército e chamando Bento Manuel Ribeiro, que tinha se recolhido para o Uruguai, para seu Estado Maior. O barão empregava toda sua força de 12 mil homens, conhecimento, inteligência e experiência para minar a relativa supremacia farrapa no interior, que contava com apenas 3 500 homens. Entre as várias ações, iniciou uma campanha de estrangulamento da economia da república, atacando as cidades da fronteira que permitiam o escoamento da produção de charque para Montevidéu e Laguna, comprando cavalos para impedir que os Farrapos tivessem montaria e reativando o comércio.
Lima e Silva, porém, não conseguiu atrair os farrapos para uma batalha campal decisiva. O exército republicano, sabendo de sua inferioridade numérica e de armamentos, evitou o combate direto, tendo a campanha permanecido como uma série de pequenos combates e escaramuças; quando perseguidos, os farroupilhas se refugiavam no Uruguai.

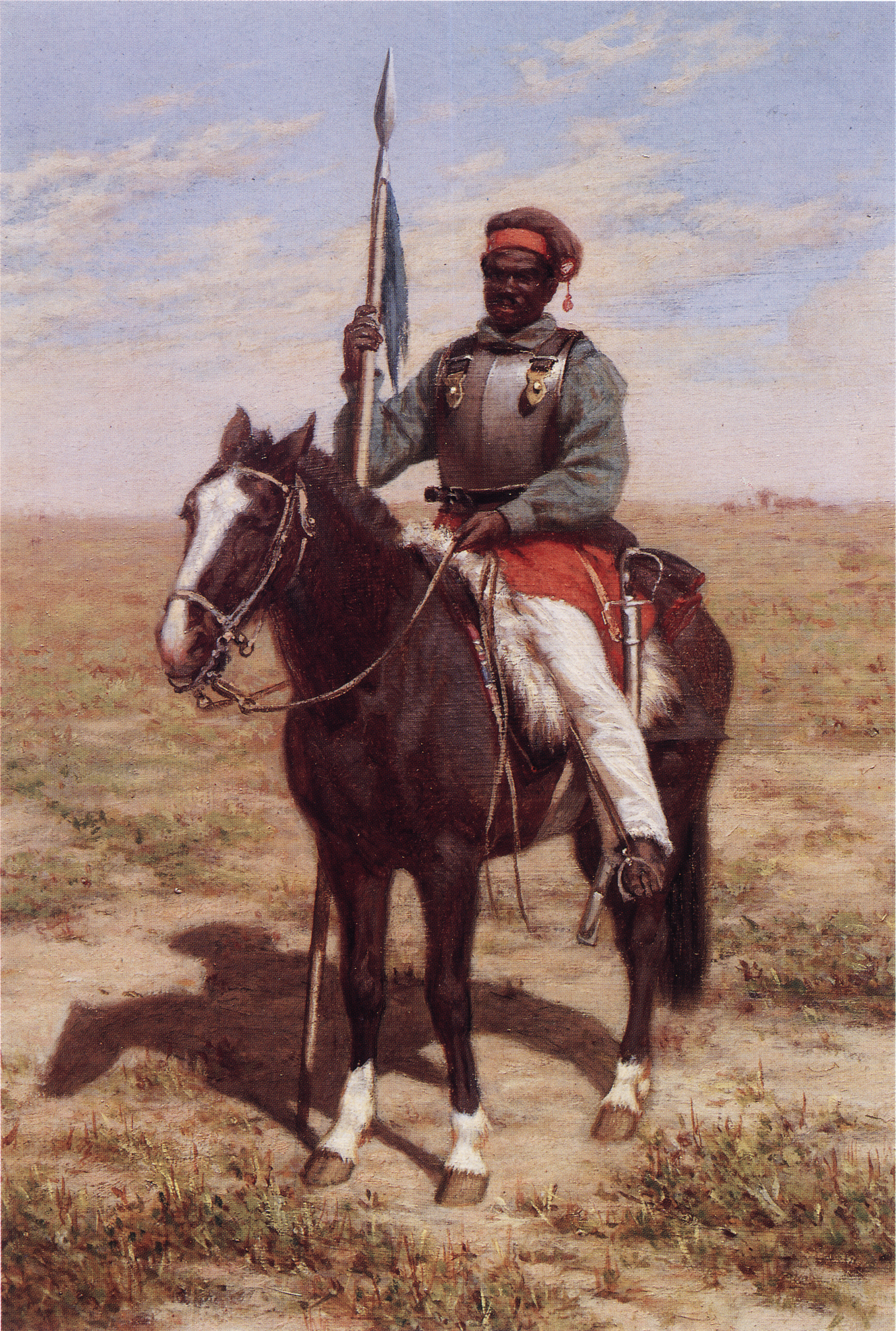
Lanceiro Negro (Juan Manuel Blanes).

Em 1844, Fructuoso de Rivera propôs intermediar a paz entre legalistas e republicanos. Manuel Luís Osório foi enviado ao acampamento de Rivera, onde encontrou-se com Antônio Vicente da Fontoura, para avisar que Lima e Silva recusava a proposta de paz, mas que poderia haver tratativas com o governo, porém sem a presença de terceiros. Vicente da Fontoura foi enviado à corte para discutir a paz.
Luís Alves de Lima e Silva recebeu instruções do império, que temia o avanço de Juan Manuel de Rosas sobre o território litigante, para propor condições honrosas aos revoltosos, como a anistia dos oficiais e homens, sua incorporação ao Exército Imperial nos mesmos postos e a escolha do Presidente da Província pela Assembleia Provincial, taxações sobre o charque importado do Prata.
Entretanto, uma questão permanecia insolúvel, a dos escravos libertos pela República para servir no exército republicano. Para o Império do Brasil, era inaceitável reconhecer a liberdade de escravos dada por uma sedição, embora anistiasse os líderes da mesma revolta.
Em novembro de 1844, estavam todos em pleno armistício. Suspensão de armas, condição fundamental para que os governos pudessem negociar a paz, levando ao relaxamento da guarda no acampamento da curva do arroio Porongos. Canabarro e seus oficiais imediatos foram a uma estância próxima visitar a mulher viúva de um ex-guerreiro farrapo e o coronel Teixeira Nunes e seu corpo de Lanceiros Negros descansavam. Foi então que apareceu Moringue, de surpresa, quebrando o decreto de suspensão de armas. Mesmo assim o corpo de Lanceiros Negros, cerca de 100 homens de mãos livres, pelearam, resistiram e bravamente lutaram até a aniquilação, em uma posição de difícil defesa. Além disso, foram presos mais de 300 republicanos entre brancos e negros, inclusive 35 oficiais.
O general Canabarro, recuperado, reuniria ainda todo o restante de seu exército, cerca de 1 000 homens, e atacaria Encruzilhada em 7 de dezembro de 1844, tomando-a e mostrando assim que a sua intenção não era entregar-se.

## Paz do Poncho Verde

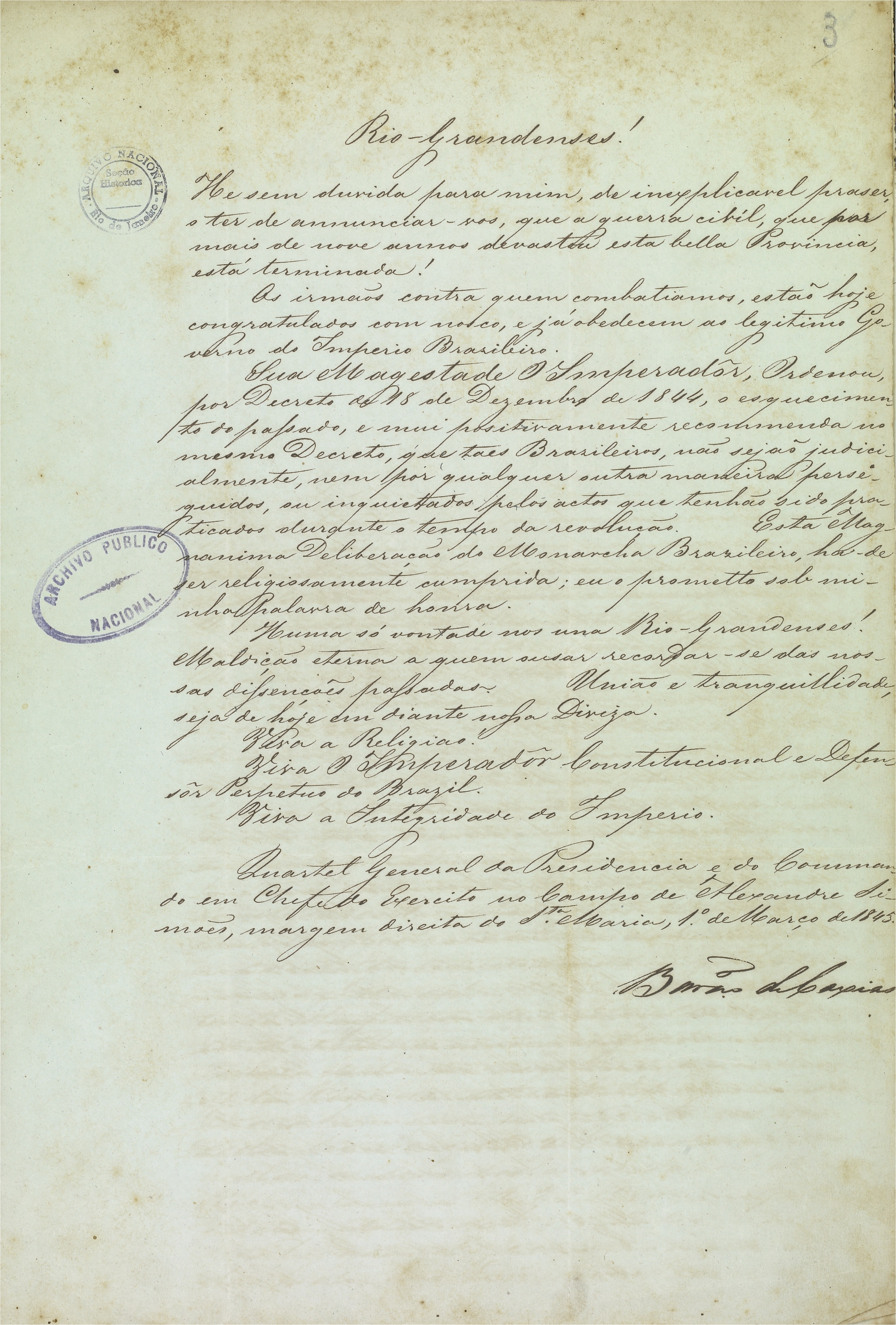
Declaração do Barão de Caxias anunciando o fim da Revolução Farroupilha, em 1845. Sob a guarda do Arquivo Nacional.

Por fim, a 1 de março de 1845, assinou-se a paz: o Tratado de Poncho Verde ou Paz do Poncho Verde, após quase dez anos de guerra que teriam causado 47 829 mortes. Entre suas principais condições estavam a anistia plena aos revoltosos, a libertação dos escravos que combateram no Exército piratinense e a escolha de um novo presidente provincial pelos farroupilhas. O cumprimento parcial ou integral do tratado até hoje suscita discussões. A impossibilidade de uma abolição da escravatura regionalmente restrita, a persistência de animosidade entre lideranças locais e outros fatores administrativos e operacionais podem ter ao menos dificultado, senão impedido o cumprimento integral do mesmo. Tal discussão é remetida para o artigo principal deste assunto.
Do destino dos escravos libertos sobreviventes há poucas informações devido aos poucos documentos históricos sobre o assunto. Alguns acompanharam o exército do general Antônio Neto em seu exílio no Uruguai, outros foram incorporados ao Exército Imperial no Rio de Janeiro. Algumas fontes indicam a possibilidade de que alguns foram vendidos novamente como escravos no Rio de Janeiro mas isto está longe de ser comprovado.
A atuação de Luís Alves de Lima e Silva foi tão nobre e correta para com os oponentes que a província, novamente unificada, o indicou para senador. O império, reconhecido, outorgou ao general o título nobiliárquico de Conde de Caxias (1845). Mais tarde, (1850), com a iminência da Guerra contra Rosas, seria indicado presidente da Província de São Pedro do Rio Grande.

## O desfecho do conflito e a repercussão na vizinhança do Prata
A conclusão da paz com a manutenção da integridade territorial não foi bem recebida pelos vizinhos do Império do Brasil. Bormann, a esse respeito, explica que:
| “ | Sonhos de anexação, separação do Rio Grande, fronteira para base de operações na República Oriental pela caudilhagem militar, sôfrega de assentar-se na curul presidencial; tudo, tudo acabado! A proclamação de David Canabarro que era, então, general em chefe dos revolucionários, anunciando a paz, foi lida e comentada nas repúblicas vizinhas com avidez e paixão, e é claro que os chefes da revolução outrora tão elogiados, tão considerados, foram postos pela rua da amargura. Não houve insultos que não fossem atirados sobre os ex-amigos, os ex-aliados, especialmente porque Canabarro aludia a um poder estranho que ameaçava a integridade do Império... | ” |

## Revolta ou Revolução
Nas últimas décadas, surge a discussão entre qual seria a denominação mais apropriada do fato histórico, pautada entre os termos "revolução" e "revolta". Historiadores criticam a legitimidade de um movimento liderado por uma elite pecuarista e escravista, e questionam o suposto caráter "revolucionário", atribuído somente através de uma narrativa histórica construída e moldada artificialmente (desde o governo Vargas) como um “mito fundacional da identidade gaúcha".
A partir disso, tem sido considerado em maior consenso que "revolta" seja uma expressão mais adequada, ao carregar a conotação menos saudosista que "guerra" ou "revolução", em maior conformidade com o evento.
| “ | A Revolução Farroupilha é caracterizada como revolta, rebelião contra o Império, promovida por “agitadores”, “desordeiros”, “utopistas” influenciados tanto por ideologias consideradas equivocadas quanto pelas proximidades das Repúblicas do Rio da Prata, que, através de seus “caudilhos”, teriam estimulado e até ajudado a eclosão da rebelião na província sulina. Nas primeiras décadas após a derrota da Revolução Farroupilha, foi imposta, pois, a memória do vencedor. A versão do Império e dos legalistas rio-grandenses foi a que prevaleceu, enquanto a voz dos derrotados farroupilhas permaneceu calada durante a maior parte do século XIX. | ” |

## Mídia
Hymno Republicano Rio-grandense de 1835ⓘ
- Notas sobre o "Hymno republicano rio-grandense de 1835": A partitura manuscrita pertence ao acervo do Museu Júlio de Castilhos, Porto Alegre, e nela consta a inscrição "Este hino foi solfejado pelo m…(palavra ilegível, interpretada pelos técnicos do Museu como ministro) Augusto Pereira Leitão, revolucionário de 35". O acorde de 7ª na abertura foi realizado como um arpeggio à guisa de introdução. Foram alterados acidentes nos compassos 14 e 18 que indicavam Lá#, incongruente com a clave de Fá maior (talvez erro de cópia), e acrescentado um # no Fá do baixo, que constava natural contra um Fá# da melodia acima, na falsa preparação para Sol menor. Também uma nota do baixo do segundo compasso foi alterada de Lá para Sib por aparentemente ser um erro de harmonia, comparando-se com passagem idêntica mais adiante que traz o Sib no mesmo ponto.

## Na cultura
A Revolução Farroupilha foi representada na literatura, no cinema e no teatro.
Literatura
- A Casa das Sete Mulheres (livro), de Letícia Wierzchowski
- O Tempo e o Vento, de Érico Veríssimo
- Anita, de Flávio Aguiar

Cinema
- Ana Terra, filme de Durval Garcia
- Um Certo Capitão Rodrigo, filme de Anselmo Duarte
- Netto Perde Sua Alma, filme de Tabajara Ruas e Beto Sousa
- O Tempo e o Vento (filme), dirigido por Jayme Monjardim

Televisão
- A Casa das Sete Mulheres, minissérie
- O Tempo e o Vento (minissérie)
- O Tempo e o Vento (telenovela)

O 20 de setembro é feriado estadual, "Dia do Gaúcho" (data magna), conforme inscrito na constituição estadual.